# أول 100 يوم من رئاسة دونالد ترامب
أول 100 يوم من رئاسة دونالد ترامب بدأت مع تنصيبه رئيسًا للولايات المتحدة، وكان ذلك يوم 20 يناير 2017م، الذي افتتحه نائب رئيس الولايات المتحدة، مايك بنس. أعلن ترامب خطته لأول مئة يوم من رئاسته في جيتيسبيرغ، بنسلفانيا في 23 أكتوبر / تشرين الأول قبل الانتخابات الرئاسية الامريكيه لعام 2016.
- من أهم أعمال وإنجازات دونالد ترامب:

جاءت انجازاته كجزء من «خطة المئة يوم»، أولها تأكيد تنصيب نيل غورساتش قاضياً مشاركاً في المحكمة العليا للولايات المتحدة. ومن الناحية الهيكلية، كان للرئيس ترامب ميزة أغلبية الحزب الجمهوري في مجلس النواب الأمريكي ومجلس الشيوخ الأمريكي، لكنه لم يتمكن من الوفاء بتعهداته الكبرى في أول مئة يوم، وكان معدل الموافقة ما بين 40-42%، «أقل من أي رئيس أول في هذه المرحلة من فترة ولايته». وعلى الرغم من أنه حاول إحراز تقدم في إحدى سياساته الاقتصادية الرئيسية، وهو تفكيك قانون الرعاية الصحية الأمريكي «أوباما كير»، كان فشله في إلغاء قانون حماية المرضى والرعاية بأسعار معقولة في أول مئة يوم كان نكسة كبيرة. بما في ذلك موقفه في عدد من القضايا منها وضع العلامات على الصين باعتبارها مناور العملة، كما قام بالهجوم الصاروخي على مطار الشعيرات 2017 بدون موافقة الكونغرس، واتفاقية التجارة الحرة لأمريكا الشمالية (نافتا)، وإعادة جانيت يلين إلى رئيس مجلس المحافظين للنظام الاحتياطي الفدرالي، بالإضافة إلى ترشيح مدراء بنك التصدير والإستيراد. وادعى المؤيدون أنه بصفته أول رئيس منتخب في الوقت الحاضر الذي لم يشغل منصبا عسكريا أو سياسيا، فإنه يواجه منحنى تعلم حاد. كانت موافقة ترامب بين قاعدته مرتفعة، مع 96٪ من الذين صوتوا له، حيث قال ترامب في استطلاع له في نيسان / أبريل 2017 أنهم سيصوتون له مرة أخرى.
قرب نهاية المئة يوم، قدمت إدارة ترامب مخططا واسعا لإصلاح ضريبي شامل يركز على التخفيضات الضريبية العميقة. وفي حين أن الهدف من ذلك هو تشجيع النمو الاقتصادي، فقد أعرب بعض أعضاء الكونغرس الأمريكي عن قلقهم بشأن زيادة العجز الوطني وعلى الرغم من الانخفاض الحاد في الناتج المحلي الإجمالي في الربع الأول من عام 2017م، وهو ما يمثل أضعف نمو اقتصادي خلال ثلاث سنوات كان مؤشر ستاندرد اند بورز 500 بالقرب من أعلى مستوى له على الإطلاق، وهو ما يمثل زيادة بنسبة 12٪ عن في الربع الأول من عام 2016م، حيث ظلت ثقة المستثمرين مرتفعة. على الرغم من أن ترامب كان عليه أن يعترف بتأخير التمويل للجدار الحدودي بين الولايات المتحدة والمكسيك الذي وعد به، مما أدى إلى تجنب الإغلاق الحكومي قبل بضعة أيام من نهاية المئة يوم الأولى، قد يكون خطابه قد ساهم في انخفاض حاد في عدد المعابر غير القانونية على الحدود بين المكسيك والولايات المتحدة.
وهو أول رئيس يوقع 24 أمر تنفيذي في أول مئة يوم له منذ الحرب العالمية الثانية. كما وقع 22 مذكرة رئاسية و20 إعلانا رئاسيا و28 مشروع قانون، وقد تم الانتهاء من حوالي عشرة من تلك القوانين التي صدرت خلال الأشهر الأخيرة من رئاسة سلفه السابق باراك أوباما باستخدام قانون مراجعة الكونغرس. كانت معظم الفواتير الأخرى هي «تدابير صغيرة النطاق تعين الموظفين وتسمي المرافق الاتحادية أو تعدل البرامج القائمة»، ولا يعتبر أي من مشاريع ترامب «فواتير رئيسية»، استنادا إلى «معيار علمي سياسي طويل الأمد». وقال المؤرخ الرئاسي مايكل بيشلوس أنه «على أساس المعيار التشريعي (والذي تم الحكم على المئة يوم الأولى منذ فترة ولاية الرئيس فرانكلين روزفلت، الذي سن 76 قوانين في مئة يوما بما في ذلك تسعة قوانين كبيرة) أن الرئيس ترامب في أسفل القائمة».

## تعهدات
تعهد ترامب بالقيام بما يلي في أول مئة يوم له:
- تعيين القضاة «الذين سيدعمون الدستور».
- بناء جدار على الحدود الجنوبية للولايات المتحدة والحد من الهجرة غير الشرعية «لإعطاء الأمريكيين العاطلين عن العمل فرصة لملء وظائف جيدة الأجر».
- إعادة تقييم اتفاقيات التجارة مع الدول الأخرى و«التصدع» على الشركات التي ترسل وظائف في الخارج.
- إلغاء واستبدال قانون حماية المرضى والرعاية بأسعار معقولة (ويسمى عادة قانون الرعاية بأسعار معقولة أو أوباما كار).
- إزالة القيود الفيدرالية على إنتاج الطاقة.
- دفع لتعديل دستور الولايات المتحدة بفرض حدود على الكونغرس.[25][26]
- القضاء على المناطق الخالية من الأسلحة.[27]
- صياغة قاعدة بشأن اللوائح «بالنسبة لكل لائحة جديدة، يجب إلغاء نظامين قديمين».[28]
- توجيه رئيس هيئة الأركان المشتركة إلى «وضع خطة شاملة لحماية البنية التحتية الحيوية الأمريكية من الهجمات الإلكترونية، وجميع أشكال الهجمات الأخرى».[28]
- تسمية الصين «مناور العملة».[29][30]
- فرض القواعد والأنظمة لسلوك الصين غير العادل. إرشاد الممثل التجاري الأمريكي لجلب قضايا تجارية ضد الصين، سواء في الولايات المتحدة أو في منظمة التجارة العالمية.[30][31]
- استخدام كل سلطة رئاسية مشروعة لمعالجة النزاعات التجارية، بما في ذلك تطبيق الرسوم الجمركية 45٪ بما يتفق مع القسم 201 و301 من قانون التجارة لعام 1974، والمادة 232 من قانون التوسع التجاري لعام 1962 لوقف الأنشطة غير المشروعة للصين، بما في ذلك سرقة الأسرار التجارية الأمريكية.[31][32]

## افتتاح
بدأت أول مئة يوم مع تنصيب دونالد ترامب كرئيس للولايات المتحدة في 20 يناير 2017، في تمام الساعة 12:00 ظهرا. كانت هذه هي ثالث بوابة انتقال على الإنترنت وفي وسائل الإعلام الاجتماعية مثل تويتر. وبتولي الرئيس منصبه، تحول حساب POTUS تويتر الرسمي إلى الرئيس ترامب مع تويته محفوظة تحت @ POTUS44.

## مجلس الوزراء
وفي 8 فبراير / شباط، عندما أعلن ترامب رسميا أن حكومته المكونة من 24 عضوا هي أقل بكثير من المرشحين في مجلس الوزراء من أي رئيس آخر باستثناء جورج واشنطن بنفس المدة الزمنية في رئاسته. وأدى إعادة تنظيم ترامب لمجلس الوزراء إلى إزاحة رئيس مجلس المستشارين الاقتصاديين الذي أضافه الرئيس أوباما في عام 2009. ورفع مدير المخابرات الوطنية ومدير وكالة الاستخبارات المركزية إلى مستوى الحكومة. وخلال الفترة الانتقالية، عين ترامب قائمة كاملة من المرشحين على مستوى مجلس الوزراء، وكلها تتطلب تأكيدا من مجلس الشيوخ باستثناء رئيس الأركان في البيت الأبيض ونائب الرئيس.
وبحلول 29 نيسان / أبريل، تم تأكيد جميع أعضاء مجلس الوزراء المعينين تقريبا، بمن فيهم وزير الخارجية الأمريكي ريكس تيلرسون، وزير الخزانة الأمريكي ستيفن منوشين، وزير الدفاع جيمس ماتيس، وزارة العدل الأمريكية جيف سيشنز، ريان زينك، سوني بيردو، بن كارسون، ايلين تشاو، ريك بيري، وزارة التربية والتعليم بيتسي ديفوس، نيكي هالي، وكالة حماية البيئة الأمريكية ليندا مكمان، مدير الاستخبارات القومية (الولايات المتحدة)
واكد جيمس ماتيس في 20 كانون الثاني / يناير في منصب وزير الدفاع بالتصويت 98-1. وكان ماتيس قد تلقى في السابق تنازلا عن قانون الأمن القومي لعام 1947، الذي يتطلب فترة انتظار مدتها سبع سنوات قبل أن يتمكن الأفراد العسكريون المتقاعدون من تولي دور وزير الدفاع. تم تأكيد جون كيلي كوزير للأمن الداخلي في الولايات المتحدة في اليوم الأول بتصويت 88-11. وأدى الرئيس التنفيذي السابق لشركة إكسون موبيل ريكس تيلرسون اليمين بصفته وزير الدولة ونائب رئيس الولايات المتحدة مايك بنس في 1 فبراير / شباط. قام ترامب بترشيح تيلرسون للمنصب الدبلوماسي الأمريكي الأعلى (أي ما يعادل وزير الخارجية) في 13 ديسمبر، 2016. تمت الموافقة عليه من قبل لجنة مجلس الشيوخ الأمريكي للعلاقات الخارجية في 23 يناير 2017، ومجلس الشيوخ الكامل في تصويت 56-43. تم تأكيد نيكي هالي سفيرا للأمم المتحدة مع تصويت مجلس الشيوخ من 96 إلى 4.
في 26 يناير 2017، عندما زار تيلرسون وزارة الخارجية الأمريكية، استقال كل من وكيل وزارة الخارجية جويس آن بار، باتريك ف. كينيدي، ميشيل بوند، وجنتري أو سميث في وقت واحد من الإدارة. ووصف ديفيد ويد رئيس وزارة الخارجية الأمريكية السابقة الاستقالات بأنها «أكبر رحيل في وقت واحد للذاكرة المؤسسية التي يمكن لأي شخص أن يتذكرها». وقالت إدارة ترامب لشبكة سي إن إن إن أن الموظفين قد أطلقوا النار، وأفادت صحيفة شيكاغو تريبيون أن العديد من كبار المسؤولين ترك دبلوماسيون وزارة الخارجية، مدعيا أنهم «كانوا على استعداد للبقاء في مناصبهم ولكن لم يكن لديهم توقع للبقاء».
في 10 فبراير، تم تأكيد توم برايس في منصب وزير الصحة والخدمات الإنسانية HHS "إدارة حكومية بقيمة تريليون دولار". وتشمل HHS المعاهد الوطنية للصحة (NIH)، ومراكز السيطرة على الأمراض والوقاية منها، وإدارة الغذاء والدواء (FDA). وقد نُشرت مقالات في "الجمعية الطبية الصغيرة والمحافظة"، وجمعية الأطباء والجراحين الأمريكيين، التي ينتمي إليها، والتي تعارض التلقيح الإلزامي وتواصل القول بأن اللقاحات تسبب التوحد، وهي نظرية المؤامرة التي لم يتم التحقق منها وقد تبنى ترامب تلك المسألة ". وردا على أسئلة من أعضاء مجلس الشيوخ في جلسة الاستماع حول ما إذا كان يعتقد أن التوحد ناجم عن اللقاحات، أجاب: "أعتقد أن الإجابة هي لا".
ستيفن منوشين، الذي رشحه ترامب في نوفمبر / تشرين الثاني 2016، تم تأكيده أخيرا في 13 فبراير، 2017، كوزير للخزانة الأمريكي بعد جلسات استماع طويلة للتأكيد.
في 16 فبراير، صوت مجلس الشيوخ 54 إلى 46 لدفع ترشيح سكوت برويت مديرا لوكالة حماية البيئة. وفي 16 شباط / فبراير، أمر قاض في المحكمة المحلية في أوكلاهوما، أليتيا تيمونز، ب «تسليم آلاف الرسائل الإلكترونية المتعلقة ببلاغه صناعة النفط والغاز والفحم» في قضية رفعها إلى المحكمة، وانتقد المشرعون برويت الذين رفعوا دعوى ضد وكالة حماية البيئة 14 مرة نيابة عن ولاية أوكلاهوما.
رشح ترامب ألكسندر أكوستا أمينا للعمل في 16 فبراير / شباط، عندما تنحى أول مرشح له أندرو بوزدر، في ظل موجة من الانتقادات بسبب توظيفه مهاجرا غير شرعي".

## مواقف بارزة من خارج مجلس الوزراء
وفقا لقاعدة بيانات جمعتها صحيفة واشنطن بوست بالتعاون مع الشراكة من أجل الخدمة العامة، فإنه حتى 27 أبريل / نيسان، لم يتم بعد تعيين 473 ترشيحا من بين 554 ترشيحا للسلطة التنفيذية حيث تتطلب الترشيح الرئاسي وتأكيد من مجلس الشيوخ، بما في ذلك " نواب ومساعدين ومسؤولين ماليين ومحامين عامين ورؤساء وكالات وسفراء وغيرهم من المناصب القيادية الحرجة ". ولم تشغل سوى ثلاث من 119 منصبا في السلطة التنفيذية بوزارة الخارجية، ولم يشغل سوى منصب واحد في وزارة الدفاع - شغل منصب وزير الدفاع جيمس ماتيس من 53 منصبا رئيسيا. ترامب لم يرشح أي شخص ل 49 من هذه المناصب. في 28 فبراير، في مقابلة حصرية مع فوكس & فريندس يوم الثلاثاء، "هناك الكثير من تلك الوظائف، أنا لا أريد أن أعين أحد فيها، لأنها لا لزوم لها.... كما تعلمون، لدينا الكثير من الناس في الحكومة، حتى أنا، وأنا أنظر إلى كل تلك الوظائف، أجد أفراد وأفراد وأفراد، وأنا أقول: "ماذا يفعل كل هؤلاء الناس؟" أنت لا تحتاج إلى كل هذه الوظائف" كل مأ اريده تشغيل حكومة جيدة جدا وفعالة".
وقبل تعيينه في منصبه، عين ترامب العديد من المستشارين البارزين في البيت الأبيض لمناصب لا تتطلب تأكيدا من مجلس الشيوخ، بما في ذلك ستيف بانون بصفته «مستشارا كبيرا ورئيس الاستراتيجيين في الجناح الغربي»، وراينس بريبوس رئيسا للأركان، (مستشار الرئيس) كيليان كونواي، مستشار أول (مستشار الأمن القومي الأمريكي) مايكل فلين (حل محله هربرت مكماستر) و (المجلس الوطني للتجارة) المدير بيتر نافارو. (مستشار الأمن الداخلي) توماس ب. بوسرت، (القيصر التنظيمي) كارل إيكان، (مستشار البيت الأبيض) دونالد. «دون» ماكاهان الثاني، و (السكرتير الصحفي) شون سبيسر.
عمل مايكل فلين مستشار ترامب للأمن القومي الأمريكي في 20 يناير / كانون الثاني حتى استقالته في 13 فبراير / شباط 2017. سجل رقما قياسيا لأقصر فترة شغل منصب مستشار الأمن القومي في التاريخ الأمريكي. وحذرت وزارة العدل إدارة ترامب من أن فلين، الذي كان لديه «تاريخ راسخ مع روسيا»، قد يكون «معرضا لابتزاز موسكو». وكان فلين «قد سُجلت اتصالاته» مع السفير الروسي سيرجي كيسلياك لنائب الرئيس مايك بنس بشأن العقوبات الغربية على روسيا. وقال سالي ييتس، الذي كان في ذلك الحين نائبا عاما للنيابة العامة، إن المكالمات الهاتفية التي قام بها فلين كانت «مسجلة من قبل الحكومة»، وبعد عدة أيام من تسمية فلاين باسم مستشار ترامب، حذر البيت الأبيض من أن «فلين كان عرضة للابتزاز من قبل الروس لأنه ضلل السيد بنس وغيره من المسؤولين». وبحسب مقال نشرتها صحيفة نيويورك تايمز في 14 شباط / فبراير، لم يتضح سبب عدم استجابة البيت الابيض لتحذير ييتس في مطلع كانون الثاني / يناير. وكانت هناك أيضا أسئلة حول كم كان معروفا في أوائل يناير كانون الثاني من قبل بانون، بنس، سبيسر، وترامب.
في 20 فبراير 2017، عين ترامب «عالم محارب يعتبر خبيرا في التمرد المضاد»، اللفتنانت جنرال اتش. ماكماستر، ليحل محل فلين كمستشار للأمن القومي. ورفض ترامب محاولة ماكماستر الاستعاضة عن إزرا كوهين-واتنيك، وهو أحد المعينين لدى مايك فلين، مع ليندا ويسغولد، عندما تدخل بانون وكوشنر نيابة عن كوهين واتنيك في 11 و 12 مارس / آذار. تجمع كوهين-واتنيك ملفات سرية على معلومات استخباراتية عن أشخاص أمريكيين.
في 28 يناير 2017، وقع ترامب مذكرة، ومنظمة مجلس الأمن القومي ومجلس الأمن الداخلي الذي أعاد تشكيل لجنة المديرين - لجنة السياسات العليا - من مجلس الأمن القومي، بتعيين دعوة دائمة إلى ستيف بانون، رئيس الاستراتيجيين في البيت الابيض، وفي نفس الوقت سحب الدعوات الدائمة ل رئيس هيئة الأركان المشتركة الأمريكية ومدير الاستخبارات القومية (الولايات المتحدة). وفي الخامس من نيسان / أبريل، استبعد ترامب بانون، الذي لم يكن لديه خبرة أمنية، من لجنة مديري مجلس الأمن القومي، في اليوم الخامس والسبعين لرئاسة ترامب، بتوجيه من اللفتنانت جنرال هربرت مكماستر، مستشار الأمن القومي الأمريكي الذي حل محل مايك فلين.
وصرحت ابن ترامب البالغ من العمر 36 عاما، وهو جاريد كوشنر، مستشار رئيس ترامب جنبا إلى جنب مع ستيفن ميلر. «قال ترامب في مقابلة له مع صحيفة» تايمز أوف لندن "في يناير / كانون الثاني أن كوشنر سيكون مسؤولا عن التوسط في السلام في القضية الفلسطينية. وهو أيضا كبير المستشارين للعلاقات مع كندا، الصين والمكسيك ". وفي 3 أبريل / نيسان، رافق كوشنير رئيس هيئة الأركان المشتركة، الجنرال جوزيف ف. دونفورد جونيور ومستشار الأمن الداخلي توماس ب. بوسرت للاجتماع مع رئيس الوزراء العراقي حيدر العبادي«ومناقشة الحرب ضد الدولة الإسلامية، وما إذا كانت الولايات المتحدة ستغادر القوات في العراق بعد ذلك». دعى ترامب كوشنر رئيسا لمكتب البيت الابيض للابتكار الأمريكي، الذي أنشئ في 29 مارس / آذار، استخدام أفكار من القطاع الخاص لإصلاح جميع الوكالات والإدارات الاتحادية من أجل «خلق فرص العمل». إحدى الأولويات الأولى لمكتب مراجعة الحسابات الداخلية هي تحديث تكنولوجيا الإدارة مثل شؤون المحاربين القدامى. وفي منصبه الجديد، عمل كوشنر مع كريس كريستي، في «لجنة الرئيس لمكافحة الإدمان على المخدرات والأزمة الأفيونية» استجابة لتعهد ترامب بمكافحة تعاطي المواد الأفيونية.
في 28 كانون الثاني / يناير، تم تعيين ستيف بانون، كبير المحللين في البيت الأبيض، في مذكراته الرئاسية الحادية عشرة، «منظمة مجلس الأمن القومي ومجلس الأمن الداخلي»، على الحضور المنتظم للجنة إدارة مجلس الأمن القومي (NSC)، وهو منتدى رفيع المستوى بين الوكالات على مستوى مجلس الوزراء للنظر في قضايا الأمن القومي، في خروج عن الشكل السابق الذي يعقد فيه هذا الدور عادة للجنرالات. في حين كان هناك في البداية بعض الارتباك حول حضور الحضور، أوضح بريبوس في 30 يناير أن مسؤولين في الدفاع يمكنهم حضور الاجتماعات. وفي الخامس من نيسان / أبريل، استبعد ترامب بانون، الذي لم يكن لديه خبرة أمنية، من لجنة مديري مجلس الأمن القومي، في اليوم الخامس والسبعين لرئاسة ترامب، بتوجيه من اللفتنانت جنرال هر ماكماستر، مستشار الأمن القومي الذي حل محل مايك فلين.
في 2 فبراير، نشرت مجلة تايم مقالا عن بانون ، ثاني أقوى رجل في العالم، بعد أسبوعين فقط من رئاسة ترامب، نير ووصف بانون بانه «القوة وراء العرش» و «الرمادي الذي أعطاه ترامب الكثير من الأولوية».
وقد أطلق على بانون وستيف ميلر اسم «المهندسين المعماريين» في الخطاب الافتتاحي، والأوامر التنفيذية، بما في ذلك السفر المثير للجدل والمذكرات الرئاسية.
في 8 أكتوبر / تشرين الأول 2015، وصفت الصحيفة الطويلة التي تحمل عنوان «هذا الرجل أكثر العمليات السياسية خطورة في أمريكا» من قبل جوشوا غرين، وهو مراسل وطني كبير في أخبار بلومبرج، كيف أن أخبار بريتبارت مع بانون على رأسها «ترشح ترامب الرئاسي» وساعد«على تجميع فصيلة منشقة من المحافظين» الذين كانوا غاضبين على الطريقة التي تعاملت معها فوكس نيوز مع ترامب. ونقلت جرين عن سيناتور جيفس سيسيونس آنذاك إعجابا ب بريتبارت، الذي كان «مؤثرا بشكل غير عادي»، حيث استضاف العديد من مضيفي الراديو «بريتبارت كل يوم». واستشهد ترامب بريتبارت نيوز بالدفاع عن ادعاءاته.
ستيفن ميلر، مستشار ترامب الأول، كان مدير اتصالات جيف سيسيونس عندما عمل سيناتور في ولاية ألاباما. أرسل ميلر وبانون وأندرو بريمبرغ البالغ من العمر 31 عاما أكثر من 200 أمر تنفيذي إلى الوكالات الفيدرالية للمراجعة قبل 20 يناير. ميلر كان مهندس معماري خلف العنوان الافتتاحي و «الأوامر التنفيذية الأكثر إثارة للجدل» بما في ذلك الأمر التنفيذي رقم 13769.
في مقابلة في 12 فبراير / شباط مع "أي بي سي نيوز" جورج ستيفانوبولوس، عندما طلب منها تقديم أدلة "لادعاءات ترامب" التي لا أساس لها "، حيث فقدت السناتور السابق كيلي أيوت عرضا للانتخابات، وفقد ترامب بفارق ضئيل أمام كلينتون في عام 2016، اقترح ميلر مقابلة ستيفانوبولوس مع كيناتاس سيناتور، كريس كوباش، الذي اعتمد على دراسة مركز بيو للأبحاث عام 2012 في مزاعمه بشأن تزوير الناخبين. وقبل يوم واحد من المقابلة، دعا مفوض لجنة الانتخابات الفدرالية ترامب لتقديم أدلة على ما يمكن أن يشكل "آلاف الجرائم الجنائية بموجب قانون نيو هامبشاير".
تولى غاري كوهن، المصرف المصرفي الاستثماري السابق في جولدمان ساكس، منصب المدير التنفيذي للمجلس الاقتصادي الوطني في 20 يناير / كانون الثاني، وهو موقف لم يتطلب تأكيدا من الكونغرس، في عام 2017، وصفت صحيفة وول ستريت جورنال كوهن بأنها «قوة سياسية اقتصادية» في إدارة ترامب، في حين أن ترامب في 12 كانون الأول / ديسمبر 2016، أجل مرشح لوزير الخزانة، ستيفن منوشين، حتى 13 فبراير من قبل جلسات استماع في الكونغرس، شغل كوهن في «فراغ الموظفين» ودفع «قدما على الضرائب والبنية التحتية والتنظيم المالي والاستعاضة عن قانون الرعاية الصحية.» في تشرين الثاني / نوفمبر، نظر ترامب في تقديم كوهن منصب وزير الخزانة. إذا كان كوهن قد بقى في جولدمان ساكس، اعتقد البعض أنه كان سيصبح الرئيس التنفيذي عندما تخلى لويد بلانكفين عن المكتب، و 285 مليون دولار حزمة الانفصال «أثار الحاجبين» وفقا لشبكة سي إن إن. بانون وكوهن لم يوافقوا على ضريبة تعديل الحدود، محور الإصلاحات الضريبية المثيرة للجدل التي قام بها بول رايان في 17 فبراير، والتي تشمل ضريبة الاستيراد بنسبة 20٪، ودعم الصادرات ب 15٪ ، وفقا لدراسة أجرتها صحيفة واشنطن بوست، ستكلف 25 مليار دولار، والتي قال ترامب أنها ستكلف 12 مليار دولار.

## مجلس السياسات المحلية للولايات المتحدة
يتألف مجلس السياسة المحلية من ترامب وأندرو بريمبرغ كمديرين مع بول وينفري نائبا للمعاون. ومن بين المشاركين في المؤتمر مايك بينس وجيف سيسيونس وتوم برايس وجون كيلي وديفيد شولكين وريان زينك وبيتسي ديفوس وبن كارسون وإلين تشاو وويلبر روس وريك بيري وستيفن منوشين، ومن بين الحاضرين الإضافيين سكوت برويت، ميك مولفاني (مدير مكتب الإدارة والميزانية)، غاري كوهن، الذي عُين - رئيس مجلس المستشارين الاقتصاديين ومدير مكتب السياسة الوطنية لمراقبة المخدرات، وتصف دائرة البحوث في الكونغرس دور لجنة حماية البيئة بأنها تحليلات للسياسات المحلية والبرامج الاجتماعية، بما في ذلك «التعليم والعمل وسلامة العمال؛ وتأمين الرعاية الصحية والتمويل؛ والخدمات والبحوث الصحية؛ ودراسات السياسات المتعلقة بالشيخوخة؛ والضمان الاجتماعي والمعاشات التقاعدية والتأمين ضد العجز؛ والأمن الداخلي، والاستخبارات المحلية والعدالة الجنائية؛ وبرامج والتغذية والإسكان».

### سحب قانون الرعاية بأسعار معقولة
وخلال الساعات الأولى لرئاسة ترامب، وقع أول أمر تنفيذي له، وهو التقليل من العبء الاقتصادي لقانون حماية المرضى والرعاية بأسعار معقولة في انتظار الإلغاء (EO 13765) للوفاء بجزء من تعهده بإلغاء قانون حماية المرضى والرعاية «قانون الرعاية الصحية الأمريكي «أوباما كير»» بأسعار معقولة (ACA)، والتي كانت جزءا من سلسلة من الخطوات التي اتخذت قبل عام 2017 لإلغاء وخفض سلطة الالتزام بالموارد مقدما. بما في ذلك قرار ميزانية السنة المالية 2017، S.Con.Res. 3، التي تحتوي على لغة تسمح بإلغاء سلطة الالتزام بالموارد مقدما من خلال عملية تسوية الميزانية. ويقدر تقرير للبنك المركزي العماني أن 18 مليون شخص سوف يفقدون تأمينهم وأقساطهم وسيرتفع بنسبة 20٪ إلى 25٪ في السنة الأولى بعد إلغاء «أوباما كير». ويمكن أن تصل الأموال الغير مؤمن عليها إلى 32 مليون بحلول عام 2026، في حين يمكن أن تتضاعف الأقساط. وينص الأمر على ما أوضحه السيد ترامب خلال حملته: أن سياسة إدارته تسعى إلى «إلغاء فوري» لأوباماكار.  وخلال مقالته مع فوكس نيوز مع بيل أوريلي التي كانت تسبق طائرة سوبر بول، أعلن ترامب أن الجدول الزمني للاستعاضة عن أوباماكار كان لابد من تمديده وأن البديل لن يكون جاهزا حتى عام 2018. ويقتصر الجمهوريون على كم من سلطة الالتزام بالموارد والتي يمكن أن تتراجع حيث أنها لا تملك أغلبية 60 صوتا في مجلس الشيوخ. كما أنها «يجب أن توازن بين مصالح شركات التأمين ومقدمي الخدمات الطبية». وفقا لتقرير 13 مارس 2017 من قبل مكتب الميزانية الكونغرس غير الحزبي وموظفي اللجنة المشتركة للضرائب (JCT) بشأن تأثير الميزانية لمشروع القانون الجمهوري لإلغاء واستبدال سلطة الالتزام بالموارد مقدما على مدى العقد المقبل، سيكون هناك تخفيض 337 مليار $ في العجز الفدرالي وتقديرات فقدان التغطية إلى 24 مليون أميركي إضافي وكشف النقاب عن خطة الرعاية الصحية الجمهوري في 6 مارس / آذار والذي واجه معارضة من الجمهوريين المعتدلين والمحافظين، مثل تجمع الحرية في البيت. تم سحب قانون الرعاية الصحية الأمريكية لعام 2017 (AHCA)، مشروع قانون لإلغاء واستبدال سلطة الالتزام بالموارد مقدما، في الكونغرس يوم 24 مارس 2017 بسبب نقص الدعم من داخل التجمع الجمهوري.

### سياسة الهجرة
في أول 100 يوم، وضع الرئيس ترامب لهجة سياسات الهجرة القاسية، من خلال توقيع أوامر تنفيذية بتشغيل حظر السفر والقيود المفروضة على اللاجئين والمهاجرين من البلدان ذات الأغلبية المسلمة، وزيادة إنفاذ الهجرة بما في ذلك عمليات الترحيل، منع الدخول غير الشرعي إلى الولايات المتحدة من خلال بناء جدار على طول الحدود بين المكسيك والولايات المتحدة. وعلى الرغم من أن أعداد الأشخاص الذين تم ترحيلهم كانت مشابهة جدا لعدد الأشخاص الذين تم ترحيلهم في عام 2016، فقد تم توسيع فئات الأشخاص المستهدفين لعمليات الترحيل خلال هذه الفترة، مما يعني أن عددا أكبر من الأشخاص أكثر عرضة للإبعاد. وأوضحت الوزيرة كيلي أن إنفاذ الهجرة والجمارك «لن يعفي فئات من الأجانب القابلين للإزالة من الانفاذ المحتمل». وبحلول الثالث من نيسان / أبريل، وفقا ل (ICE)، كان هناك 35.604 عمليات إزالة في يناير وفبراير 2017 مقارنة مع 35.255 في الفترة نفسها من عام 2016.
في مقابلة AP 20 أبريل، قال ترامب أن "يجب على الذين يحلمون أن يستريحوا"، هناك 800.000 شاب يحميهم أوباما "العمل المؤجل للقادمين في مرحلة الطفولة" (DREAMERS) الذين جاءوا إلى الولايات المتحدة كأطفال وهم يعيشون هناك بشكل غير قانوني. وقال بعضهم في مقابلات مع وكالة أسوشييتد برس في 21 أبريل / نيسان إن "ترامب لا يوافق على تلك السياسة" خاصة منذ ترحيل أحدهم البالغ من العمر 23 عاما، وهو خوان مانويل مونتيس. يشعر مؤيدو ترامب المتشددون في الهجرة"، مثل "نومبرسا" و "مارك كريكوريان" من مركز دراسات الهجرة، بالخداع من موقف ترامب اللين تجاه (DREAMERS) قائلا: "كان الوعد في داكا واضحا جدا ولا لبس فيه".

#### حظر السفر وتعليق اللاجئين

خريطة البلدان المتضررة من الأمر التنفيذي رقم 13769. بشكل جماعي، ينطبق الأمر على أكثر من 200 مليون شخص (تقريبا عدد السكان في البلدان السبعة) في حين أن حوالي 90.000 شخص من هذه البلدان يحملون حاليا تأشيرة مهاجرة أمريكية.

في 27 يناير / كانون الثاني في الساعة 4:42 مساء، وقع ترامب «الأمر التنفيذي رقم 13769»، بعنوان «حماية الأمة من الهجمات الإرهابية من قبل مواطنين أجانب» الذي يعلق مؤقتا برنامج القبول الأمريكي للاجئين (USRAP) لمدة 120 يوما، وينفي دخول المواطنين العراق، إيران، ليبيا، الصومال، السودان، سوريا واليمن لمدة 90 يوما. تعليق اللاجئين السوريين هو لفترة غير محددة من الزمن. وصفت ذي إيكونوميست هذا الأمر بأنه «تم صياغته سرا، وسرعان ما استطاع تحقيق هدفه المعلن المتمثل في تجنيب أمريكا من الإرهاب» مع «الحلفاء الجمهوريين»، ومن الجدير بالذكر أن السعودية لم تكن مدرجة في القائمة رغم أن معظم الخاطفين في 11 سبتمبر كانوا من هناك، انظر أحكام «الأمر التنفيذي رقم 13769».
في 4 فبراير / شباط، علقت وزارة الأمن الداخلي ووزارة الخارجية الأمريكية جميع الإجراءات لتنفيذ منظمة أصحاب العمل منذ أسبوع، ردا على حكم 3 فبراير الصادر عن القاضي الفدرالي جيمس روبارت الذي منع منظمة أصحاب العمل. وفقا ل سي إن إن و لوس أنجلوس تايمز، كان المهندسين المعماريين وراء هذا الأمر، ستيفن ميلر وستيف بانون. وقد نفى مسؤولو البيت الابيض انها كتبت دون مساهمة من مكتب المستشار القانوني التابع لوزارة العدل الأمريكية. وقد قيل ان هذه الدول السبعة كانت من بين أدنى 15 دولة من بين 104 دول تم تقييمها من قبل مؤشر هينلي وشركاؤه للقيود على التأشيرات في عام 2016 استنادا إلى «عدد الدول التي يستطيع مواطنونها السفر اليها بدون تأشيرة». على سبيل المثال، تحتل ألمانيا المرتبة الأعلى عند 177 نقطة، وأفغانستان هي الأدنى من كل 104 في 25.:3 كما يدعو النظام إلى التعجيل بإنجاز وتنفيذ نظام تتبع الدخول والخروج من البيومترية لجميع المسافرين القادمين إلى الولايات المتحدة. تم رفع أول طعن قانوني ضد منظمة أصحاب العمل في 28 يناير، وخلال يومين كانت هناك عشرات الدعاوى القضائية الجارية في المحاكم الاتحادية للولايات المتحدة. بحلول 3 فبراير، منع القاضي الفيدرالي جيمس روبارت مؤقتا منظمة أصحاب العمل منذ أسبوع لفتح المطارات الأمريكية لحاملي تأشيرة من الدول المستهدفة السبعة. وعلى الصعيد الدولي، أثارت الأمم المتحدة، زيد رعد الحسين، المخاوف القانونية التي ادعت أن «التمييز على الجنسية وحده محظور بموجب قانون حقوق الإنسان». وفي 30 يناير / كانون الثاني، أوضحت مستشار ألمانيا أنغيلا ميركل إلى ترامب أن مكتبه «يتناقض مع واجبات جميع الدول الموقعة» على الاتفاقية الخاصة بوضع اللاجئين «من أجل اللجوء إلى لاجئين حربيين لأسباب إنسانية».
احتج الآلاف في مطارات الولايات المتحدة ضد دونالد ترامب 2017 في جميع أنحاء الولايات المتحدة. ويشمل منتقدي الحظر معظم الديمقراطيين والعديد من كبار أعضاء الحزب الديمقراطي (الولايات المتحدة) الرئيس السابق أوباما، مجلس العلاقات الأمريكية الإسلامية، أكثر من اثني عشر محاميا عاما، والآلاف من الأكاديميين والحائزين على جائزة نوبل، شركة تكنولوجيا إيران، فرنسا، ألمانيا، و 800.000 من مقدمي الالتماسات في بريطانيا. من المؤيدين للحظر 82٪ من الناخبين في الحزب الجمهوري، بول رايان، بوب غودلات، الرئيس التشيكي ميلوش زيمان، وأعضاء اليمين الأوروبي المتطرف. ووفقا لاستطلاع إيبسوس الإلكتروني الذي أجري في 31 يناير / كانون الثاني ردا على السؤال، «هل توافق أو لا توافق على الأمر التنفيذي الذي وقعه الرئيس ترامب على منع اللاجئين وحظر أشخاص من سبع دول ذات أغلبية مسلمة من دخول الولايات المتحدة؟»، 48٪ من الأمريكيين الذين شملهم الاستطلاع وافقوا على البيان (23٪ من ال 453 الديموقراطيين، 82٪ من ال 478 الجمهوريين، و 44٪ من المستطلعين).
في مساء يوم 30 يناير، حل ترامب محل النائب العام بالنيابة سالي ييتس مع دانا بوينتي. ووصف بيان سبيسر ييتس بأنه «من يعين إدارة أوباما» الذين «خانوا وزارة العدل» ب «رفض إنفاذ نظام قانوني». في مجلس الشيوخ، تشاك شومر، أطلق النار على مذبحة ليلة الاثنين في إشارة إلى إطلاق ريتشارد نيكسون من محاميه العام، ويشار إليها ب فضيحة ووترغيت. كما حل ترامب محل دانيز راجديل رئيس دائرة الهجرة في دس مع توماس هومان مديرا بالنيابة في مساء يوم 30 يناير.
وفي مقابلة مباشرة مع كريس والاس في 29 يناير / كانون الثاني، بررت فوكس نيوز سنداي، كيليان كونواي، قائمة 7 بلدان من خلال الادعاء بأن هذه البلدان كانت في الأصل تشكل تهديدا في قانون منع الإرهاب الذي أقره الكونغرس في عام 2015. وقد تم تمديد قانون التنازل عن تأشيرة فيزا هود وقانون منع السفر الإرهابي لعام 2015 وسط بعض الجدل في فبراير 2016، عندما ألغى امتياز السفر إلى الدول دون تأشيرة للأشخاص الذين «قد سافر مؤخرا إلى العراق وسوريا وإيران أو السودان ،» لأنها اعتبرت عالية المخاطر. وأصدر متحدث باسم الرئيس السابق أوباما بيانا جاء فيه أن «الرئيس أوباما يختلف بشكل أساسي مع فكرة التمييز ضد الأفراد بسبب دينهم». وفي بيان صحفي صادر عن الرئيس، قال أوباما: «هناك فرق بين العمل الطبيعي للسياسة وبعض القضايا التي عندها قد تكون قيمنا الأساسية على المحك»، وذكر عزمه على الكلام أن الحالة خطيرة بما فيه الكفاية، وشجع أوباما الأميركيين على الاحتجاج على هذه القضية.
وردا على أمر تقييدي مؤقت صدر في قضية ولاية واشنطن ضد ترامب، قالت وزارة الأمن الداخلي في 4 فبراير / شباط إنها توقفت عن تنفيذ أجزاء من الأمر التنفيذي المتضرر من الحكم، في حين أن الدولة قامت بتنشيط التأشيرات التي تم تعليقها سابقا. وأيدت محكمة الاستئناف الأمريكية للدائرة التاسعة الأمر التقييدي في 9 فبراير / شباط 2017.
وفي 15 مارس / آذار أصدر قاض فيدرالي في الولايات المتحدة، ديريك واتسون من محكمة مقاطعة هاواي، حكما من 43 صفحة، والذي منع من إصدار أمر ترامب التنفيذي الصادر في 6 مارس / آذار 13780 على أساس أنه ينتهك شرط إنشاء التعديل الأول من خلال استياء دين معين. تم تحويل الأمر التقييدي المؤقت إلى أمر قضائي أولي من قبل القاضي واتسون في 29 مارس / آذار، وفي 18 نيسان / أبريل، علق مارك ليفين على جيف سيسيونس قائلا: «نحن واثقون من أن الرئيس سيسود في الاستئناف ولا سيما في المحكمة العليا، إن لم يكن في الدائرة التاسعة، لذا فهذا أمر ضخم، يمكن للقاضي الذي يجلس على جزيرة في المحيط الهادئ إصدار أمر يمنع رئيس الولايات المتحدة من ما يبدو بوضوح سلطته الدستورية».

#### عمليات ICE رفيعة المستوى
في 8 فبراير / شباط 2017، اعتقل وكلاء الهجرة والجمارك ICE غوادالوبي غارسيا دي رايوس البالغة من العمر 35 عاما، عندما حضرت الاستعراض السنوي المطلوب في مكتب ICE في فينيكس، ورحلتها إلى المكسيك في اليوم التالي استنادا إلى أمر إزالة صدر في عام 2013 من قبل المكتب التنفيذي لمراجعة الهجرة. ويعتقد المدافعون عن المهاجرين أنها أول من تم ترحيلها بعد التوقيع على منظمة أصحاب العمل وأن ترحيلها «يعكس بشدة» حملة «القمع» على الهجرة غير الشرعية. وقال مسؤولو ICE إن قضيتهم تمت من خلال مراجعات متعددة في نظام محكمة الهجرة، وأن «القضاة لم يكن لديهم أساس قانوني للبقاء في الولايات المتحدة». وفي عام 2008، كانت غوادالوبي غارسيا دي رايوس تعمل في متنزه في ميسا بولاية أريزونا عندما قام شريف جو أربيو بغارة أدت إلى اعتقالها وإدانتها بالسرقة بحيازة رقم ضمان اجتماعي كاذب، كان أربيو يثير العديد من الجدل خلال فترة ولايته، في عام 2015 استقرت وزارة العدل الأمريكية جزئيا بدعوى قضائية ضد أربايو بسبب سلوك الشرطة التمييزي غير القانوني، زاعمة أن أربيو أشرف على أسوأ نمط عنصري في تاريخ الولايات المتحدة. وأصدر مسؤولو ICE في لوس أنجلوس تقريرا في 10 فبراير 2017، أنه تم اعتقال نحو 160 أجنبيا في عملية استمرت خمسة أيام. وكان من بين هؤلاء 150 إجراميا، ومن بين الاعتقالات المتبقية، كان لدى خمسة منهم أوامر نهائية بترحيلهم. وكانت نسبتهم 95 في المائة من الذكور. وفي إطار منظمة ترامب لمنظمة أصحاب العمل، فإن تعريف المجرم يعتبر أكثر بكثير من تعريف أوباما الذي «يعطي الأولوية لطرد المهاجرين غير الحاملين للوثائق اللازمة الذين يهددون السلامة العامة أو الأمن القومي، ولهم علاقات مع العصابات الإجرامية، أو يرتكبون جرائم جناية خطيرة، أو يجرمون جنحة معتادة»، وفي صباح يوم 14 فبراير / شباط، دخل مسؤولو ICE دي موين، منزل عائلة واشنطن دانيال راميريز البالغ من العمر 23 عاما، في مذكرة اعتقال لأب راميريز، الذي تم احتجازه. دخل راميريز، والذي ليس له أي سجل جنائي، الولايات المتحدة بشكل غير قانوني كطفل، وتمكن في وقت لاحق من الحصول على تصريح عمل قانوني من خلال السياسة المؤجلة لعام 2012 من أجل سياسة وصول الأطفال (DACA)، ثم تم احتجازه في مركز الاحتجاز في الشمال الغربي، تاكوما، واشنطن. وبحسب محامي راميريز، فإن راميريز «ينكر هذه الادعاءات بشكل قاطع» وادعى أن عملاء «آي سي سي» ضغطوا مرارا على «راميريز» للقبول زورا «بانتمائه إلى عصابة» «تثير القضية تساؤلات حول ما يمكن أن تعنيه حملات ترامب ضد (DREAMERS)، وهم المهاجرين غير الموثقين الذين جُلبوا إلى الولايات المتحدة كأطفال».

#### اقتراح الجدار الحدودي بين الولايات المتحدة والمكسيك

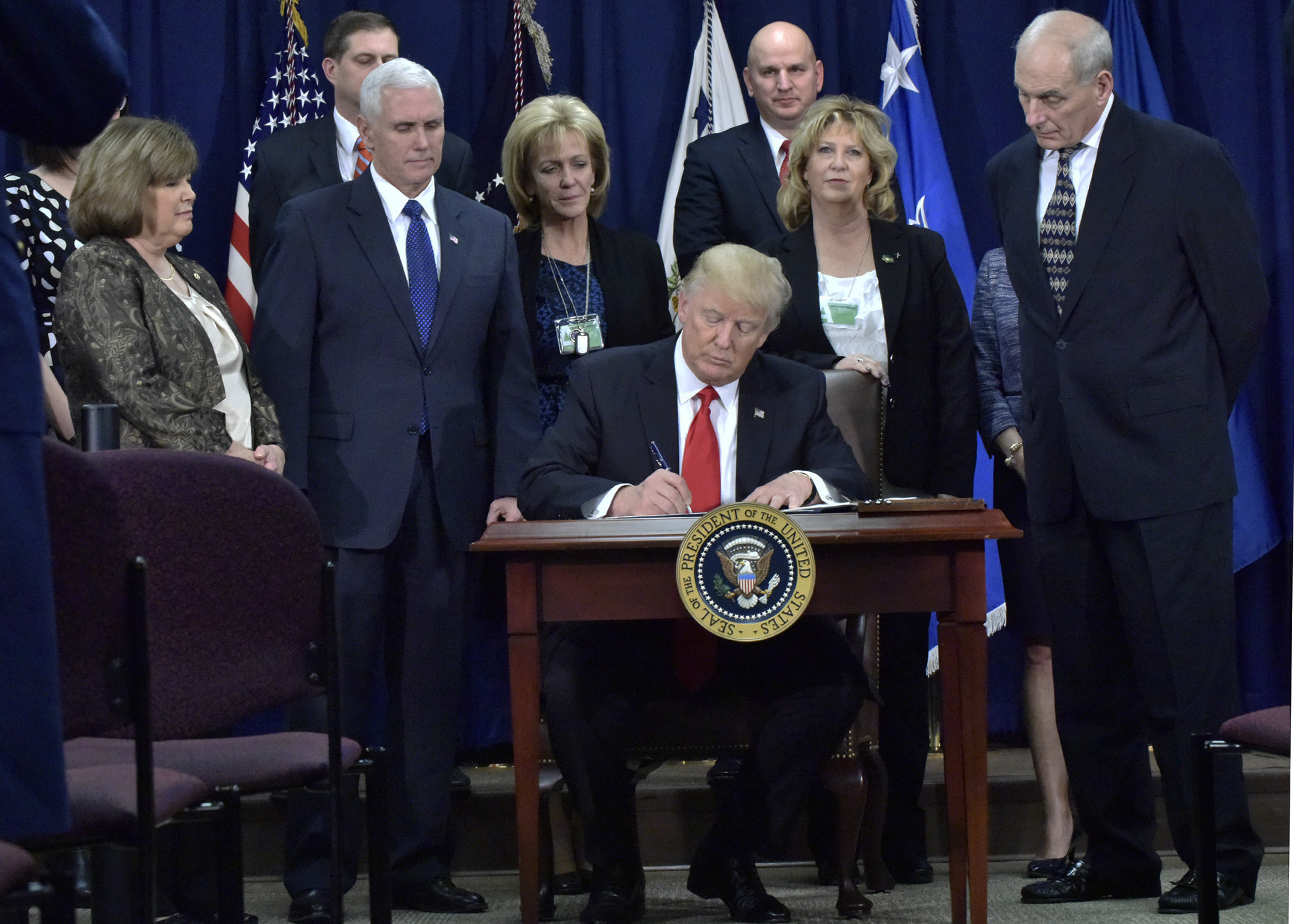
الرئيس ترامب يوقع أمرا تنفيذيا في حفل أقيم في مقر وزارة الأمن الوطني

وخلال زيارته لوزارة الأمن الداخلي في 25 يناير / كانون الثاني، وقع الرئيس ترامب على أمره التنفيذي الثالث بتحسين أمن الحدود وتحسين الهجرة (EO 13767) عن طريق بناء جدار الحدود المكسيكي لردع الهجرة غير المشروعة وتهريب المنتجات غير المشروعة. الحواجز القائمة بين المكسيك والولايات المتحدة ليست بنية واحدة مستمرة، ولكن سلسلة من الجدران والأسوار المادية و «الافتراضية» التي ترصدها دورية الحدود الأمريكية. الجدار المقترح سيكون «جدار مائي متجاور أو أي حاجز مادي آخر متشابك، والذي لا يمكن تجاوزه» على طول الحدود، والذي قدره ترامب بأنه سيتكلف في عام 2016 10 مليار دولار إلى 12 مليار دولار، وبحلول 27 يناير / كانون الثاني، كان يقدر بنحو 20 مليار دولار، يدفعها الكونغرس في البداية. ويخطط ترامب للتفاوض في نهاية المطاف على تعويض من الحكومة المكسيكية. وفي حين أن الأمر التنفيذي المعني «بتحسينات الأمن على الحدود والهجرة» لا يتضمن أي معلومات عن الدفع، فإنه يطلب تقارير الوكالات الاتحادية بحلول أواخر آذار / مارس 2017 التي «تحدد كميا جميع مصادر المعونة أو المساعدة الاتحادية المباشرة وغير المباشرة المقدمة إلى حكومة المكسيك على أساس سنوي على مدى السنوات الخمس الماضية، بما في ذلك جميع المساعدات الإنمائية الثنائية والمتعددة الأطراف، والمساعدة الاقتصادية، والمعونة الإنسانية، والمساعدات العسكرية».
في 27 يناير / كانون الثاني، حذرت فوربس من أن التعريفة الجمركية على الواردات المكسيكية البالغة 20٪ على جميع السلع المستوردة التي أعلنتها سبيسر لدفع ثمن الجدار الحدودي البالغ 1.933 ميلا (3.111 كم) سيتم دفعه من قبل الأميركيين. يعارض المتبرعون من حزب الشعب الجمهوري، الأخوان تشارلز وديفيد كوخ، ومجموعاتهم الداعمة للأميركيين من أجل الازدهار، خطة الضرائب الأمريكية التي يدعون أنها ستضيف «زيادة ضريبية ضخمة تبلغ قيمتها أكثر من تريليون دولار على الأسر الأمريكية والشركات الصغيرة لمدة 10 سنوات.» ومن شأن التعريفة الجمركية على الواردات أن ترفع الأسعار في وول مارت، التي تؤثر مباشرة على الأسر ذات الدخل المنخفض.
وذكرت صحيفة واشنطن بوست في 25 أبريل / نيسان أن ترامب وافق على تأجيل تمويل بناء الجدار حتى أيلول / سبتمبر لتجنب إقفال الحكومة.

#### مدن الحرم
في 25 يناير / كانون الثاني، وقع ترامب أمرا تنفيذيا بعنوان «تعزيز السلامة العامة في داخل الولايات المتحدة» ووزير الأمن الداخلي والنائب العام وإداراتهم ووكالاتهم لزيادة إنفاذ قوانين الهجرة، تم تعيين 10 آلاف «من موظفي الهجرة الإضافيين». وينص الأمر على أن «الولايات المحمية» بما في ذلك «مدن الحرم» التي ترفض الامتثال لن تكون «مؤهلة للحصول على منح اتحادية، إلا إذا رأى المدعي العام أو الأمين أن ذلك ضروري لأغراض إنفاذ القانون» ويزعم بعض المسؤولين أن «الدستور الأمريكي يحظر على الحكومة الفيدرالية توجيه المسؤولين الحكوميين أو استخدام الأموال الفدرالية» لإجبار «الدول على تقديم عطاءات لواشنطن» كما أعرب عمدة نيويورك وبوسطن ودنفر ولوس أنجلوس وسان فرانسيسكو وسياتل عن قلقهم بشأن الأمر فهم لا يريدون «بتغيير الطريقة التي تعامل بها مدنهم المهاجرين» يعتبر جيف سيشنز «مصدر إلهام» لسياسات ترامب المناهضة للهجرة. في 31 أغسطس 2016، وضع ترامب خطة من 10 خطوات كجزء من سياسته المتعلقة بالهجرة حيث أكد مجددا أن جميع المهاجرين غير الشرعيين «يخضعون للترحيل» مع إعطاء الأولوية للمهاجرين غير الشرعيين الذين ارتكبوا جرائم كبيرة والذين تجاوزوا التأشيرات. وأشار إلى أن جميع الذين يسعون إلى إضفاء الصفة القانونية عليهم العودة إلى ديارهم وإعادة دخول البلاد بشكل قانوني. وفي اجتماع مع رؤساء البلديات المعنيين، أوضحت الجلسات أن الأمر التنفيذي يقتصر على توجيه المدن لإنفاذ القانون الذي كان قائما منذ ثلاثين عاما، 8 U.S.C. 1373 وهو ما يعني أنه «لا يوجد نقاش في المدينة المقدسة». في 25 أبريل، قاض قاضي المنطقة الأمريكية وليام أوريك الثالث مع سان فرانسيسكو وسانتا كلارا في دعوى قضائية ضد إدارة ترامب تمنع بشكل فعال منظمة أصحاب العمل من استهداف ما يسمى مدن الحرم. وقال القاضي أوريك أن الرئيس «ليس لديه سلطة لربط شروط جديدة للإنفاق الفيدرالي». 

### السياسة الاجتماعية
عين ترامب للعدالة المحافظة، نيل غورسوتش، وقام بإعادة منصبه لسياسة مكسيكو سيتي، وفي 23 يناير، وقع ترامب مذكرة رئاسية حول سياسة مدينة مكسيكو بشأن التمويل الاتحادي للمنظمات غير الحكومية الأجنبية. وهذه نقطة أساسية في النقاش المتعلق بالإجهاض، حيث أن المنظمات غير الحكومية الأجنبية التي تتلقى التمويل الاتحادي الأمريكي لن تكون قادرة على تقديم خدمات الإجهاض أو الترويج لها أو القيام بها كجزء من تنظيم الأسرة في بلدانها باستخدام أموال الحكومة غير الأمريكية.  وادعت مجلة فوربس أن ذلك قد «يؤثر على 9.5 مليار دولار» في البرامج التي تصل إلى «225 مليون امرأة عالميا».
وفي 13 أبريل / نيسان، وقع ترامب بهدوء على"H.J. Res. 43—HHS Title X" بتمويل قاعدة الأبوة المخططة وذلك عكس قانون أوباما في ديسمبر 2016 الذي كلف بأن المستفيدين من الباب العاشر مثل الحكومات المحلية وحكومات الولايات - تقوم بتوزيع الأموال الاتحادية للخدمات المتعلقة بمنع الحمل والأمراض المنقولة عن طريق الاتصال الجنسي والخصوبة والحمل ورعاية سرطان الثدي وعنق الرحم لمقدمي الرعاية الصحية، بغض النظر عما إذا كانوا يقومون أيضا بالإجهاض "، أشار بلومبرغ إلى أن هذا" كان واحدا من الفرص القليلة الذي قام بها ترامب في أول 100 يوم له في سن تشريعات". لم يدخل حكم أوباما حيز النفاذ بعد أن تم حظره من قبل قاض اتحادي ، أراد الجمهوريون قطع التمويل الاتحادي من منظمات الرعاية الصحية مثل تنظيم الأسرة التي تقوم بعمليات الإجهاض، وذلك من مشروع القانون بأنها تدعم حقوق الدول على الحقوق الفدرالية. تم إقرار مشروع القانون بموجب إجراءات قانون مراجعة الكونغرس في مجلس الشيوخ نائب الرئيس. هذا سيكون قضية نهاية ال 100 يوم الأولى حيث حاول الكونغرس تجنب اغلاق الحكومة. استقبلت العيادات في السنة المالية 2014 المخططة للوالدية 20.5 مليون دولار و 252.6 مليون دولار موزعة في إطار البرنامج العاشر من منح تنظيم الأسرة.
قانون الرعاية الصحية الأمريكي المقترح، الذي أعلنه الجمهوريون في الكونغرس في مارس 2017، كان من شأنه أن يجعل الأبوة المخططة «غير مؤهلة لتسديد مديكيد أو منح تنظيم الأسرة الاتحادية».

### تخفيض أسعار الإسكان الاتحادية وتعليق أقساط التأمين على الرهن العقاري
خلال الساعات الأولى لرئاسة ترامب، قام بتعليق "أقساط التأمين على الرهن العقاري" التي تم تخفيضها في تاريخ الإقفال والصرف في 27 يناير 2017 أو بعده "، والمعروفة باسم" التأمين العقاري السنوي"(FHA). والأسعار المدارة تحت إدارة الإسكان والتنمية الحضرية في الولايات المتحدة (HUD).

### السيطرة على السلاح
كما ألغى بيان السياسة قانون تعديل مؤشر أسعار السلع الأساسية لعام 2007 الذي كان من شأنه أن "يمنع بعض الأمريكيين ذوي الإعاقة من شراء أو حيازة أسلحة نارية، وقد تم إصداره بعد مذبحة جامعة فرجينيا عام 2007 والذي قتل فيه سونغ - هوي تشو 32 شخصا وجرح 17 آخرين مسلحين باستخدام مسدس نصف آلي. كما ألغى الأمر التنفيذي الخاص بالرئيس السابق أوباما، الأمر الذي تطلب من المقاولين الذين يسعون للحصول على عقود اتحادية الكشف عن جميع الانتهاكات الأخيرة المتعلقة بالموظفين.

### البنية التحتية ذات الأولوية العالية
في 24 يناير، وقع ترامب أمره التنفيذي الثاني بعنوان "التعجيل بالمراجعات البيئية والموافقات لمشاريع البنية التحتية ذات الأولوية العالية (EO 13766) والذي هو جزء من سلسلة من خمسة أوامر تنفيذية حتى الآن. وكان هذا الأمر جزءا من سلسلة "تهدف إلى سرعة التصريح والاستعراض"، لأن "مشاريع البنية التحتية الرئيسية تؤدي إلى مجموعة من القوانين ومتطلبات الموارد البيئية والطبيعية المتداخلة"
في 19 نيسان / أبريل، وقع ترامب مشروع قانون يمدد خيارVA's بعد أغسطس. تم سن قانون وصول المحاربين القدماء لعام 2014 من خلال الاختيار والمساءلة والشفافية من قبل إدارة أوباما ردا على فضيحة إدارة الصحة لقدامى المحاربين لعام 2014.

## الشؤون الخارجية والدفاع والتجارة (FDT)

### السياسة الخارجية
المجموعة المسئولة عن تقديم المشورة للرئيس بشأن الشؤون الخارجية والأمن القومي هو مجلس الأمن القومي الأمريكي الذي ينسق الوكالات الوطنية مثل أمناء الدفاع والدولة؛ وأمناء الجيش، والبحرية، والقوات الجوية.
في 10 أبريل / نيسان، وصفت صحيفة وول ستريت جورنال سياسة ترامب الخارجية بأنها ابتعدت عن سياسات «أمريكا الأولى»، و «العزلة» تجاه المزيد من الاتجاهات «السائدة» و «التقليدية» في ظل التأثير الأكثر استقرارا لتيليرسون وماتيس وماكماستر وروس وكوشنر.
وفي اليوم الأول لرئاسة ترامب، نشر موقع البيت الابيض وصفا ل 220 سياسة خارجية، وكانت أهم ثلاث أولويات هي: هزيمة داعش، وإعادة بناء الجيش، واحتضان الدبلوماسية. 

#### الدفاع
في الوقت الذي تولى فيه ترامب منصبه، وصل الإنفاق العسكري إلى أعلى قمة له على الإطلاق حيث طلب ترامب 30 مليار دولار للسنة المالية 2017 التي تنتهي في سبتمبر وزيادة قدرها 54 مليار دولار لوزارة الدفاع للسنة المالية 2018. وسيؤدي مبلغ 639 مليار دولار في السنة المالية 2018 إلى تخفيضات عميقة في العديد من الإدارات الأخرى بما في ذلك وزارة الخارجية، الذراع الدبلوماسية للإدارة.
وبعد اجتماع ترامب الذي عقد في 12 نيسان / أبريل الماضي مع الأمين العام لحلف شمال الاطلسي يينس ستولتنبرغ، أعلن ترامب انه غير وجهات النظر حول الحلف الاطلسي. كان ترامب قد اشتكى سابقا من أن الناتو «عفا عليه الزمن» لأنه لم يحارب الإرهاب. في 18 مارس / آذار، دعا ترامب الدول الأعضاء في حلف الناتو إلى المساهمة أكثر في الناتو، وبعد اجتماع البيت الأبيض، أدرك ترامب أن حلف شمال الأطلسي شارك في محاربة جماعات مثل داعش. وسوف يحافظ ترامب على «التزام الولايات المتحدة تجاه الناتو مع التأكيد مجددا على ضرورة أن تزيد دول الأعضاء من تمويلها العسكري».
في 29 يناير، أذن ترامب بالعملية العسكرية الأولى لرئاسته - غارة من قبل الكوماندوز الأمريكيين على القاعدة في ياقلا، البيضاء في اليمن حيث قتل ما لا يقل عن 14 جهاديا في الغارة، فضلا عن 10 مدنيين، بمن فيهم الأطفال، وأسفرت الغارة أيضا عن مقتل رئيس القوات ويليام أوينز (36 عاما)، ومقرها فيرجينيا، وهي أول ضربة قتالية أمريكية في رئاسة ترامب.
ووفقا لصحيفة نيويورك تايمز، جاء وفاة أوين «بعد سلسلة من الحوادث التي أسقطت الكوماندوز النخبة في معركة نارية شرسة استمرت 50 دقيقة وأدت أيضا إلى إصابة ثلاثة آخرين وتدمير طائرة تقدر ب 75 مليون دولار عمدا».
في 6 أبريل 2017، أمر ترامب بضربة صاروخية على قاعدة شيرات الجوية بالقرب من حمص، في سوريا (انظر: الهجوم الصاروخي على مطار الشعيرات 2017 - مطار الشعيرات العسكري) حيث تم إطلاق 59 صاروخ توماهوك من أوس روس (دغ-71) وأوس بورتر (دغ-78) من البحر الأبيض المتوسط.
في 8 أبريل / نيسان، بعد أربعة أيام من قيام كوريا الشمالية بإطلاق صاروخ باليستي، تم نشر إعلان قائد قيادة الباسيفيك الأمريكي (PACOM) عبر الشئون العامة لأسطول الولايات المتحدة الثالث. كان إعلان سابق لأوانه أدى إلى «سلسلة من الأحداث الخاطئة»، نتيجة للارتباك الناجم عن «سوء الاتصال» بين «البنتاغون والبيت الأبيض». وفي 8 أبريل و 9 أبريل، نشرت وسائل الإعلام مثل فوكس نيوز، رت، سي إن إن، أوسا توداي، بي بي سي وآخرون الإعلان الخاطئ بأن السفن الحربية كانت تتجه إلى شبه الجزيرة الكورية في سياق تصعيد التوترات بين الولايات المتحدة وكوريا الشمالية. في مقابلة مع ماريا بارتيرومو التي بثت في 12 نيسان / أبريل، حذر الرئيس ترامب، «نحن نرسل أسطولا قوية جدا، لدينا غواصات قوية جدا، أقوى بكثير من حاملة الطائرات.» وبحلول 17 أبريل / نيسان اتهم نائب سفير الأمم المتحدة في كوريا الشمالية الولايات المتحدة ب«تحويل شبه الجزيرة الكورية إلى» أكبر نقطة ساخنة في العالم«، وذكرت حكومة كوريا الشمالية» استعدادها لإعلان الحرب على الولايات المتحدة. في 17 أبريل / نيسان، حطمت أخبار الدفاع القصة بأن كارل فينسون ومرافقيها كانوا على بعد 3500 ميلا من كوريا منخرطين في تدريبات بحرية في المحيط الهندي. وفقا لدانا وايت، المتحدثة باسم البنتاغون، كانت كارل فينسون تتجه شمالا في 18 أبريل / نيسان، وذكرت صحيفة وول ستريت جورنال في 19 أبريل / نيسان أن الحادث أثار «الانتقادات والسخرية» كما شعر البعض «وقال جون جون بيو، المرشح لانتخابات الرئاسة الكورية الجنوبية في عام 2017، في المقال» ما قاله الرئيس دونالد ترامب انه مهم بالنسبة للامن القومى لكوريا الجنوبية. إذا كان ذلك كذب، فإن كوريا الجنوبية لن تثق بأي ما يقول ترامب.
في 13 أبريل / نيسان أسقطت الولايات المتحدة «قنبلة جي بي يو-43/بي» على ولاية ننكرهار أفغانستان - أول استخدام للقنبلة في ساحة المعركة. في 8 أبريل الموظفين قتل مارك دي ألينكار أثناء عملية ضد داعش في مقاطعة نانجارهار. (انظر: الحرب في أفغانستان (2015–الآن).
كان التحول الأكثر تبعية في سياسة ترامب الدفاعية هو إطلاق صاروخ كروز في 6 أبريل / نيسان على قاعدة جوية سورية.

#### السياسات التجارية

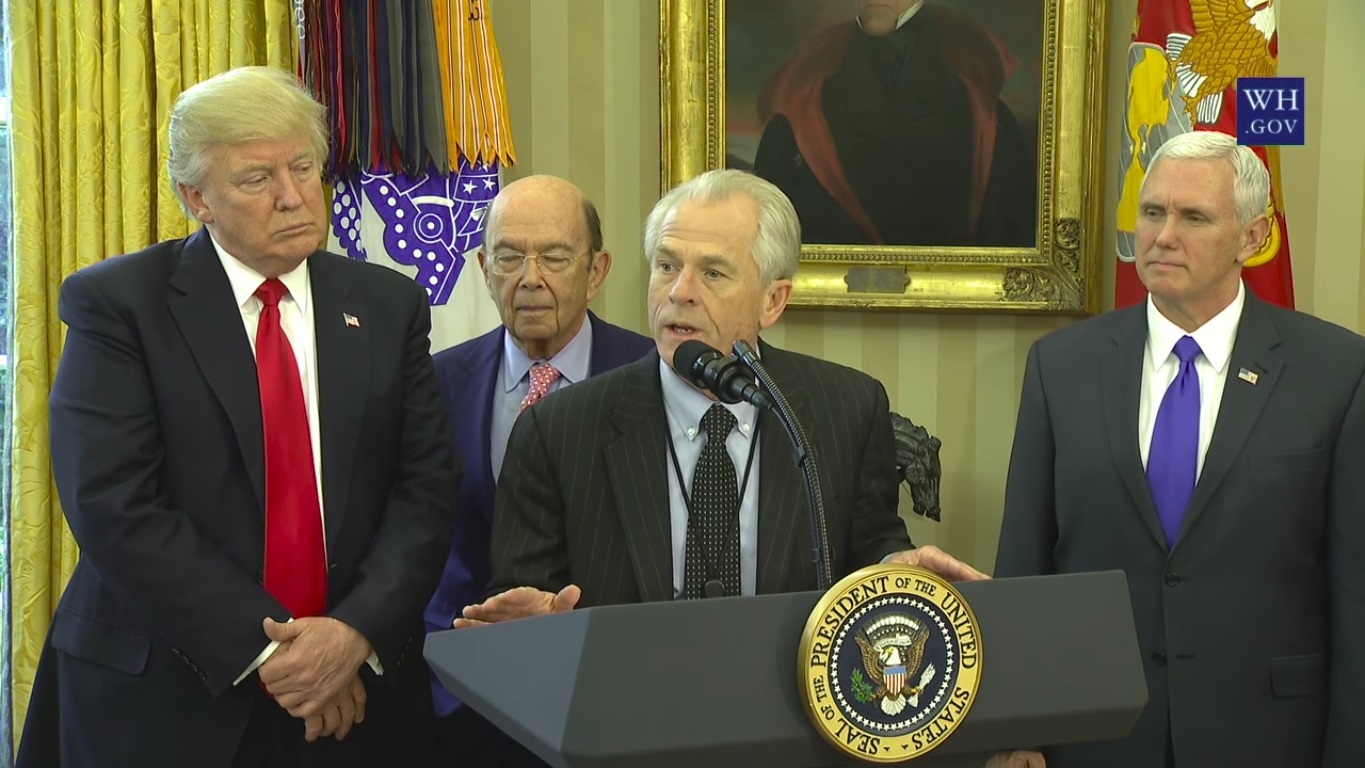
بيتر نافارو، مدير مجلس التجارة الوطنية في البيت الأبيض، يعالج وعود الرئيس دونالد ترامب للشعب الأمريكي والعمال والمصنعين المحليين (إعلان الاستقلال الاقتصادي الأمريكي في 6/28/2016) في المكتب البيضاوي مع نائب الرئيس مايك بينس وأمين التجارة ويلبر روس قبل توقيع الرئيس ترامب 2 أوامر تنفيذية بشأن التجارة في مارس 2017

في 23 يناير / كانون الثاني، حقق ترامب تعهد حملة من خلال التوقيع على أمر تنفيذي بسحب الولايات المتحدة من الشراكة عبر المحيط الهادئ (TPP) أو اتفاقية الشراكة عبر المحيط الهادئ (TPPA). ووفقا لل بى بى سى، تعهد ترامب بالانسحاب من شراكة عبر المحيط الهادئ (TPP) ووقع أمرا تنفيذيا على (TPP) خلال الأيام القليلة الأولى. ومع ذلك، فإن منظمة أصحاب العمل كانت رمزية إلى حد كبير لأن الاتفاق لم يصدق عليه الكونغرس الأمريكي. كانت الشراكة العابرة للمحيط الهادئ (TPP) أو اتفاقية الشراكة عبر المحيط الهادئ (TPPA) اتفاقية تجارية بين الولايات المتحدة وأحد عشر دولة من دول المحيط الهادئ - أستراليا، بروناي، كندا، تشيلي، اليابان، ماليزيا، المكسيك، نيوزيلندا، بيرو، سنغافورة وفيتنام كان من شأنه أن يخلق «منطقة تجارة حرة لنحو 40 في المائة من اقتصاد العالم».
في 18 أبريل 2017، وقع الرئيس ترامب أمرا تنفيذيا بتوجيه الوكالات الفدرالية لتنفيذ إستراتيجية «شراء أمريكي، توظيف الأمريكي». ووجه الأمر التنفيذي للوكالات الاتحادية لتنفيذ نظام جديد يفضل المتقدمين ذوي المهارات الأعلى. وهي المبادرة الأولى التي قدمها ترامب خلال حملته الرئاسية للترويج ل «شراء الأمريكيين، توظيف الأمريكيين». سوف يتم ملئ وزراء الحكومة من وزارات العمل والعدل والأمن الداخلي والدولة، وقال ترامب إن منظمة أصحاب العمل سوف«تنهي» السرقة من الازدهار الأميركي «، وقال إنه قد تم جلبه من قبل العمالة المهاجرة منخفضة الأجر.»
وفي 31 مارس / آذار، وقع الرئيس دونالد ترامب أمرين تنفيذيين بشأن التجارة. حيث درس «الإساءة إلى التجارة»، وأخذ نظرة على كل بلد على حدة وكذلك المنتج والصناعة في أكثر من 90 يوما وكان من ضمن المشاكل: الغش، وإنفاذ القانون، وعدم مواءمة العملة من قبل الدول الأجنبية التي تتسبب في العجز التجاري في الولايات المتحدة. وقال الرئيس ترامب ان النظام يضمن «اننا نجمع كل الرسوم المفروضة على المستوردين الاجانب الذين يغشون» لتعزيز قواعد مكافحة الإغراق والرسوم التعويضية وهذا الأمر موجه ل وزارة الأمن الداخلي للولايات المتحدة، وزارة التجارة الأمريكية ووزارة الخزانة الأمريكية.
قام ترامب بترشيح سكوت غاريت رئيسا لل (ExIm) الذي منع البنك من العمل منذ عام 2014. وعلى الرغم من أن ترامب قد عرف سرا أنه لن يتقيد ب «الجمهوريين المحافظين، بمن فيهم من كانوا في إدارته»، الذين أرادوا «شلل» (ExIm) في فبراير / شباط، لم يعلنه علنا حتى 13 أبريل / نيسان عندما أوضحت مجلة ستريت جورنال أنه سيملأ خمسة مقاعد من مجلس (ExIm) والتي من شأنها أن تسمح للبنك بتقديم قروض أكبر من 10 ملايين دولار. ترامب كان واحدا من أشد النقاد في (ExIm). المحافظين يطلقون عليه «بنك بوينغ» و «مركز الزخم الرأسمالي». بينما كان مؤيدو (ExIm) بوينغ وشركة جنرال الكتريك، يدعون أنه يسهل التجارة بقيمة مليارات الدولارات في الصادرات ويساعد مئات الشركات، وقبل عقد هذا الإعلان، عقد ترامب اجتماعين هامين يتعلقان بزيارة (ExIm) الرسمية في 3 أبريل / نيسان مع الرئيس المصري عبد الفتاح السيسي الذي يتفاوض على مليارات الدولارات في تمويل (ExIm) واجتمع يوم 11 أبريل مع الرئيس التنفيذي لشركة بوينغ جيم ماكنيرني والتقى السيسي أيضا مع لوكهيد مارتن والرئيس التنفيذي لشركة جنرال إلكتريك خلال زيارته للولايات المتحدة في أبريل.

### علاقات دولية

#### أستراليا
ادعى تقرير نشرته صحيفة «واشنطن بوست» في الثاني من شباط / فبراير الماضي ان الرئيس الاميركي دونالد ترامب تولى منصب رئيس وزراء أستراليا «مالكولم تورنبول» خلال أول اتصال هاتفي مع مسؤولين اجانب. وذكر ترامب أن اتفاق اللجوء لعام 2016 كان محاولة لتصدير قاذفات بوسطن القادمة إلى الولايات المتحدة (انظر: تفجيرا ماراثون بوسطن 2013). تتضمن الصفقة المثيرة للجدل اتفاق عام 2016 بين إدارة أوباما وأستراليا، حيث تقوم الولايات المتحدة بإعادة توطين 1.250 لاجئاً - في جزر مانوس وناورا. وبالمقابل، فإن أستراليا «ستعيد توطين اللاجئين من السلفادور وغواتيمالا وهندوراس». وفي وقت لاحق من ذلك اليوم، أوضح ترامب أنه يحترم أستراليا، وهم جنبا إلى جنب مع العديد من البلدان الأخرى، كانوا «يستغلون أمريكا بشكل رهيب» في اليوم التالي، أرسل السفير الأسترالي لدى الولايات المتحدة جو هوكي إلى البيت الأبيض وعقد لقاءات مع ستيف بانون رئيس الاستراتيجيين في البيت الأبيض ورئيس الأركان رينس بريبوس. ووصفت صحيفة «واشنطن بوست»، خلال مؤتمر صحفي مشترك، أن «اتصالا هاتفيا ب» رويترز «و» ترامب «هو» أسوأ دعوة حتى الآن "من قبل صحيفة واشنطن بوست. واعلن ترامب ان رئيس الوزراء التركي تونبول الذي كان في جولة تستغرق أربعة أيام في نيسان / أبريل الماضي إلى منطقة المحيط الهادئ أعلن انه حتى لو لم تعجب الولايات المتحدة بهذا الاتفاق، فإن الولايات المتحدة ستحترم اتفاق 2016 ل ريس، رد تورنبول، "مهما كانت تحفظات الرئيس«، فإن القرار» يتحدث عن الالتزام، وسلامة الرئيس ترامب، وإدارتكم سيدي، على الوفاء بهذا الالتزام«. الولايات المتحدة هي الشريك الأمني الأسترالي الأكثر أهمية، في حين أن الصين هي أهم شريك تجاري لها».

#### كندا

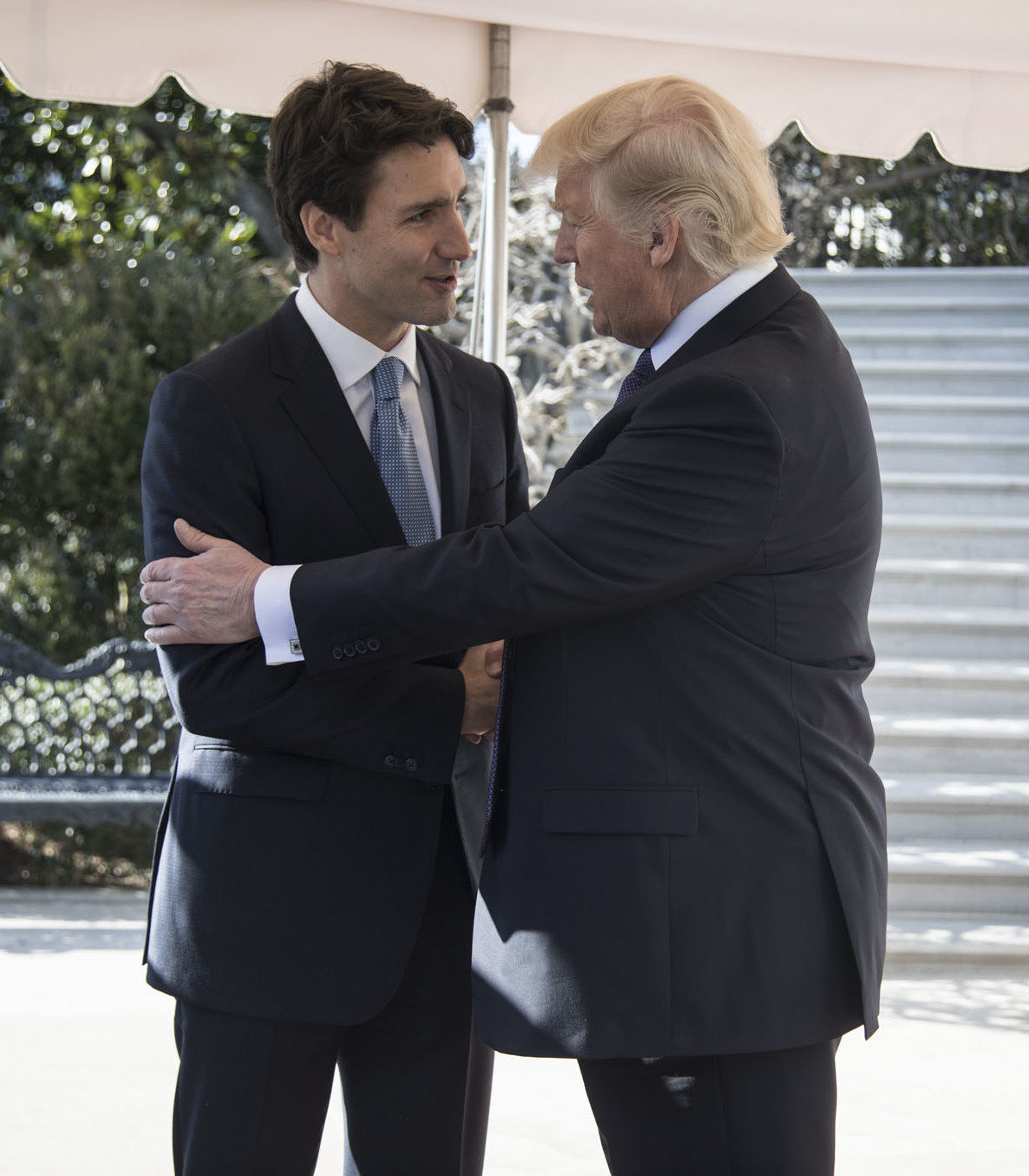
رئيس الوزراء جاستن ترودو على اليسار والرئيس دونالد ترامب على اليمين في واشنطن في فبراير 2017

التقى رئيس الوزراء جوستين ترودو مع ترامب في واشنطن العاصمة في فبراير عام 2017. وقال ترودو إن «آخر شيء يتوقعه الكنديون هو أن يلقى ترودو محاضرات لبلد آخر حول كيفية اختيارهم للحكم»، مشيرا إلى «حظر اللاجئين» في ترامب - الأمر التنفيذي 13769. وأكد الزعيمان على أهمية العلاقات المستمرة بين البلدين، وأضاف ترودو إلى أن «هناك أوقات اختلفنا فيها في نهجنا، وكان ذلك دائما بحزم واحترام». وقال وزير التجارة ويلبر روس «لقد كان اسبوعا سيئا للعلاقات التجارية بين الولايات المتحدة وكندا». حيث أعلن عن تعريفات صارمة تصل إلى 24٪ على الخشب الكندي في 24 أبريل بينما انخفضت تجارة منتجات الألبان. ومنذ عام 1980، كان النزاع بين الخشب الكندي والأخشاب اللينة في الولايات المتحدة منذ عام 1980 واحدا من أطول النزاعات التجارية بين البلدين، فضلا عن كونه واحدا من أكبر النزاعات التجارية. كان ترامب تحت ضغط البدء في إعادة التفاوض على نافتا، الصفقة التجارية بين كندا والمكسيك والولايات المتحدة. في 25 أبريل / نيسان، عزز وزير التجارة الدولية الكندي فرانسوا فيليب شمبانيا وممثلو صناعة الخشب الناعم التجارة مع الصين في بكين ردا على ما يعتبر سياسات حمائية أمريكية.

#### الصين
وكان مؤتمر قمة مار - آ - لاغو الذي عقد في 6 و 7 أبريل / نيسان بين ترامب والرئيس شي جين بينغ من الصين خلال الأيام المائة الأولى من الإدارة الأمريكية الجديدة قد تبشر بالخير باعتبارها "القمة الثنائية الأكثر أهمية منذ عقود". ذكرت صحيفة تشاينا مورنينغ بوست أنه على الرغم من الاختلافات المتعلقة بتايوان وبحر الصين الجنوبي - البرنامج النووي لكوريا الشمالية - "فإن القمة بين الرئيسين الأمريكي والرئيس الصيني حققت نجاحات رمزية وملموسة". خلال زيارة 7-8 أبريل مع الرئيس الصيني شي جين بينغ، أقر ترامب بأن العلاقات الدولية أكثر تعقيدا مما كان يتصور. وفيما يتعلق بكوريا الشمالية، كان يأمل في التفاوض على صفقات تجارية أفضل مع الصين في مقابل تعامل الصين مع التهديد النووي من كوريا الشمالية. في مقابلة مع صحيفة «وول ستريت جورنال» جيرالد سيب قال: "بعد الاستماع لمدة 10 دقائق، أدركت أنه ليس من السهل جدا التعامل مع القوة الهائلة - كوريا الشمالية -. كما أكد ترامب أيضا أن كوريا الشمالية كانت" أكبر تهديد دولي "للولايات المتحدة.
وكانت هيئة الإذاعة البريطانية ذكرت في 19 نيسان / أبريل ان الصين «تشعر بقلق بالغ» حيال التهديدات النووية «مع تصاعد التوتر بين كوريا الشمالية والولايات المتحدة ب» حرب الكلام "بين زعيم كوريا الشمالية كيم جونغ-أون وإدارة ترامب. وكانت التهديدات الأخيرة تتضمن بيان نائب الرئيس مايك بينس بأن فترة "الصبر الاستراتيجي«قد انتهت، وبيان 19 أبريل / نيسان بأن الولايات المتحدة» ستلتقي بأي هجوم«باستجابة قوية». وحذرت كوريا الشمالية مؤخرا من «حرب نووية كاملة إذا اتخذت واشنطن عملا عسكريا ضدها». دعى ترامب الصين إلى كبح جماح كوريا الشمالية، لكن صحيفة تشاينا ديلي ذكرت أن «على واشنطن أن تدرك القيود المفروضة على قدرات بكين» واعتبرت صحيفة تشاينا ديلي أن بيان مجلس الأمن الدولي الصادر في 20 أبريل / نيسان يدين إطلاق كوريا الشمالية مؤخرا إطلاق الصواريخ، كمؤشر على أن إدارة ترامب تنظر في «حل دبلوماسي». 
وقال ترامب في مقابلة مع صحيفة «وول ستريت جورنال» في 12 نيسان / أبريل انه غير رأيه وانه لن يعين الصين مناورة العملة التي كانت واحدة من تعهداته التي استمرت 100 يوم. وبحلول أبريل / نيسان، اعتقد أن الصين لم تتلاعب بعملتها لشهور. لم يكن يريد أن «يعرض للخطر» للمحادثات مع الصينيين «لمواجهة تهديد الكوريتين الشماليتين». في وقت مبكر من رئاسة ترامب، ذكرت أكبر صحيفة مالية في العالم، نيكي آسيوي ريفيو، في 1 فبراير أن ترامب وصف الصين واليابان كمتلاعبين للعملات.
وأكدت إدارة ترامب التزامها بالدفاع عن اليابان ضد ادعاءات الصين بجزر سينكاكو في بحر الصين الشرقي من خلال معاهدة التعاون والأمن المتبادل بين الولايات المتحدة واليابان خلال زيارة وزير الدفاع الأمريكي جيمس ماتيس إلى اليابان في 4 فبراير / شباط. وبحلول 9 فبراير / شباط، ظلت العلاقات الأمريكية الصينية - أهم علاقة ثنائية - متوترة،  لم يتحدث الرئيس شي جين بينغ وترامب، كان شي يشعر بالقلق إزاء مكالمة هاتفية في 2 ديسمبر 2016 من رئيس تايوان تساي إنغ-ون إلى ترامب واستجواب ترامب لسياسة الصين. في 10 فبراير، تحدث ترامب وشي جين بين على الهاتف لأول مرة منذ تولي دونالد ترامب منصبه، حيث تعهد دونالد ترامب بالوفاء بسياسة الصين الواحدة بناء على طلب شي جين.
وخلال الاجتماع السنوي للمنتدى الاقتصادى العالمى الذي عقد في دافوس يومى 17 و 20 يناير، دافع الرئيس الصينى شي جين بينغ، بصفته متحدثا رئيسيا، عن «العولمة بقوة» في خطاب وصفته صحيفة فايننشال تايمز بأنه «كان من المتوقع أن يأتي أحدهم من الرئيس الأمريكى». وأشار السيد شي إلى أن «إلقاء اللوم على العولمة الاقتصادية لمشاكل العالم لا يتفق مع الواقع ... العولمة عززت النمو العالمي وسهلت حركة السلع ورؤوس الأموال والتقدم في العلوم والتكنولوجيا والحضارة والتفاعل بين الناس. في عام 2015، أصبحت الصين أكبر شريك تجاري للولايات المتحدة، مما يضع كندا في المرتبة الثانية. أشارت مجلة التايمز لعام 2017، مستشهدة بتحليل من معهد بيترسون للاقتصاد الدولي، إلى أن» الصين والمكسيك تشكلان معا ربع التجارة الأمريكية، وقد أثيرت مخاوف بشأن فرض ترامب ضريبة بنسبة 45٪ على الواردات من الصين. في 23 يناير، أعلنت وزارة التجارة الأمريكية عن رسوم تعويضية جديدة تتراوح بين 38.61 إلى 65.46 في المئة على السيارات الصينية في قضية مكافحة الإغراق، وفي عام 2015، تم استيراد أكثر من 8.9 مليون شاحنة صينية وحافلة إطارات بقيمة 1.07 مليار دولار إلى الولايات المتحدة.
وفي تصريحاته التي ادلى بها في مجلس الشيوخ كوزيرة خارجية في منتصف يناير بان تصريحات ريكس تيلرسون حول بحر الصين الجنوبى «مهد السبيل امام ازمة محتملة بين أكبر اقتصادين في العالم إذا أصبحت تصريحاته سياسة أمريكية رسمية». وفقا لمقال في 28 يناير، في جنوب الصين مورنينج بوست، وهو مسؤول من إدارة التعبئة العسكرية التابعة للجنة العسكرية المركزية الصينية، رتبة مسؤول عسكري صيني يعتبر الحرب بين الصين والولايات المتحدة احتمال حقيقي خلال فترة ترامب كرئيس. مقال في صحيفة الجارديان: «الأخبار السيئة هي أنه إذا كان في الأشهر أو السنوات المقبلة سيواجه ترامب نهاية مشؤومة لرئاسته من خلال فضيحة أو سوء الإدارة، وهي أزمة وطنية - تشمل الصين أو داعش أو ممثل أجنبي آخر - يمكن أن تسمح له على التمسك بالسلطة».

#### مصر
في 3 أبريل / نيسان استضاف ترامب زيارة رسمية مع الرئيس المصري عبد الفتاح السيسي، في محاولة لإعادة «العلاقات» بين البلدين، وتقديم دعم قوي من الحكومة الأمريكية. وكانت العلاقات بين البلدين متوترة منذ قام السيسي بإخلال الرئيس المصري محمد مرسي خلال الانقلاب العسكري في يوليو / تموز 2013. كما اجتمع السيسي، الذي يسعى إلى «مليارات الدولارات في التمويل» من بنك التصدير والاستيراد للاستثمارات الكبيرة في استثمارات البنية التحتية، مع ممثلي صندوق النقد الدولي، البنك الدولي، لوكهيد مارتن وجنرال الكتريك. وخلال محادثاته مع السيسي في أبريل / نيسان، دعا رئيس لجنة العلاقات الخارجية بمجلس الشيوخ بوب كوركر إلى إطلاق سراح ستة من العاملين في المجال الإنساني، بمن فيهم آية حجازي (30 عاما) وزوجها، وكانوا في الحجز منذ 1 مايو / أيار 2014. ورفضت محكمة في مصر جميع التهم الموجهة إليهم في 16 أبريل / نيسان.

#### الاتحاد الأوربي
وفي مقابلة استمرت 60 دقيقة في برج ترامب في منتصف كانون الثاني / يناير، مع مايكل غوف من صحيفة تايمز لندن وكاي ديكمان من بيلد، أشاد ترامب بخروج بريطانيا من الاتحاد الأوروبي، وانتقد الناتو بأنه «عفا عليه الزمن»، والاتحاد الأوروبي " ". وقال إنه «خطأ فادح جدا» على جزء أنجيلا ميركل لقبول مليون لاجئ - وهو ما يشير إليه بأنه «غير شرعي». وقد دفعت هذه «الإعلانات المثيرة للقلق»، من بين أمور أخرى، رئيس المجلس الأوروبي دونالد تاسك إلى إثارة المخاوف في رسالة إلى 27 زعيما أوروبيا، بأن إدارة ترامب تبدو «تشكك في السنوات السبعين الأخيرة من السياسة الخارجية الأمريكية» الاتحاد الأوروبي الآن في «حالة صعبة».

#### إيران
لا توجد علاقات دبلوماسية رسمية بين إيران والولايات المتحدة. تم منع المواطنين الإيرانيين مؤقتا من دخول الولايات المتحدة بموجب الامر التنفيذى «حماية الامة من دخول الارهابيين الاجانب إلى الولايات المتحدة». في أواخر أبريل 18، 2017 أكدت إدارة ترامب أن إيران واصلت الامتثال لاتفاق الإطار النووي لعام 2015. خلال حملته الانتخابية، ندد ترامب بالاتفاق بأنه «أسوأ صفقة على الإطلاق»، لكنه كان محبطا في خططه لإعادة التفاوض بشأن الاتفاق النووي «إلغاء الصفقة من المحتمل أن يسبب مشاكل كبيرة».

#### إسرائيل
اجرى رئيس الوزراء الإسرائيلي بنيامين نتانياهو أول زيارة رسمية له في البيت الابيض في 15 شباط / فبراير. وفي مؤتمر صحافي دعا ترامب نتانياهو إلى "التراجع عن بناء المستوطنات اليهودية على الأراضي التي تحتلها إسرائيل في 1967". وفقا ل ذي إكونوميست، يبدو أن ترامب يتراجع عن "الإصرار الأمريكي الحزبي الطويل الأمد على أنه لا يمكن التوصل إلى السلام إلا من خلال إقامة دولة فلسطينية ذات سيادة إلى جانب الدولة اليهودية"، فإن الدولتين حل. وتختلف أولويات ترامب في تدمير المتطرفين المسلمين في الدولة الإسلامية عن "نتنياهو"، حيث تشعر إسرائيل بقلق أكبر إزاء "احتواء إيران، أكبر قوة في العالم الإسلامي الشيعي. وبما أن إيران في حد ذاتها تحارب داعش في سوريا والعراق، فإن الهدفين يمكن أن يكونا في صراع ". وفي تغيير ملحوظ من زيارته للبيت الأبيض في ظل إدارة أوباما، شدد نتنياهو على التمييز من خلال" إيران في نفس الهجوم على "الإسلام المسلح"، مشيدا بشجاعة السيد ترامب في معالجة "الإرهاب الإسلامي المتطرف". 

#### المكسيك
ومنذ بداية رئاسة ترامب، واجهت المكسيك والولايات المتحدة أزمة دبلوماسية. والرئيس المكسيكي إنريكي بينيا نييتو يعارض نهج ترامب في إعادة التفاوض بشأن نافتا وآثار ترامب على الأمر التنفيذي 13767. بعد عقود من التعاون بين البلدين ضعفت العلاقات بين الولايات المتحدة والمكسيك بشكل خطير.

#### كوريا الشمالية
وفي 12 فبراير / شباط، اختبرت كوريا الشمالية صاروخا بالوقود الصلب الباليستي، وهو بوكغوكسونغ 2، الذي يعد جزءا من سلسلة من تجارب الصواريخ التي عرفت إلى حد كبير بالعلاقات العدائية بين كوريا الشمالية والولايات المتحدة على مدى السنوات الأخيرة. وفقا ل ذي إكونوميست، في 13 فبراير، وعد ترامب "للتعامل مع"مشكلة كوريا الشمالية بقوة جدا"، وقد تلقى ترامب خبر اطلاقه خلال الزيارة الرسمية الأولى لرئيس الوزراء اليابانى شينزو ابي. كانوا يتناولون الطعام في مار-آ-لاغو، منتجع ترامب فلوريدا.

#### روسيا
وفقا لتقرير رويترز في 9 فبراير 2017، في أول مكالمة هاتفية استغرقت 60 دقيقة مع بوتين، تساءل بوتين عن تمديد معاهدة ستارت الجديدة للحد من الأسلحة النووية، وهي معاهدة للحد من الأسلحة النووية بين الولايات المتحدة وروسيا وقعت في عام 2010، والتي كان من المتوقع أن تستمر حتى عام 2021. وبعد التصديق عليها، ندد ترامب بالمعاهدة مدعيا أنها تحبذ روسيا وهي «واحدة من عدة صفقات سيئة تم التفاوض عليها من قبل إدارة أوباما». وذكرت صحيفة «نيويورك تايمز» ان روسيا نشرت في 14 شباط / فبراير نوعا جديدا من القذائف الانسيابية المتوسطة المدى التي تطلق من الأرض والتي تعمل بشكل كامل والتي «تنتهك معاهدة مهمة لتحديد الاسلحة». غير الأميركيون اسمه من SSC-X-8 إلى SSC-8.
16 فبراير 2017، أعلن وزير الدفاع جيمس ماتيس، أن الولايات المتحدة ليست مستعدة حاليا للتعاون مع روسيا في المسائل العسكرية - بما في ذلك العمليات المستقبلية ضد تنظيم الدولة الإسلامية في العراق والشام.

وقال ترامب في مقابلة مع «رويترز» ان «معاهدة الحد من الترسانات النووية الروسية والاميركية كانت صفقة سيئة لواشنطن» في 24 شباط / فبراير. وضع الترسانة النووية الأمريكية «في اعلى العبوة». وردا على ذلك، كتب كونستانتين كوساشيف في روسيا على صفحته على الفيسبوك، «يمكن القول أن ترامب الأكثر إثارة للقلق بشأن موضوع العلاقات مع روسيا».
كونستانتين كوساشيف، رئيس لجنة الشؤون الخارجية بمجلس الاتحاد الروسي 24 فبراير 2017
كان ترامب قد وعد "بأكبر قدر من الحشد العسكري في التاريخ الأميركي" في خطاب مشوش على غرار حملة يثير القومية القوية "في مؤتمر العمل السياسي المحافظ السنوي الذي عقد في 24 فبراير / شباط في الميناء الوطني.

#### سوريا
في 5 أبريل / نيسان 2017 رد ترامب على الهجوم الكيميائي الذي شنته القوات المسلحة السورية يوم 4 أبريل / نيسان على خان خان الذي يسيطر عليه المتمردون في محافظة إدلب والذي يغلف الرجال والنساء والأطفال في ضباب خانق من غاز السارين مما أدى إلى مقتل أكثر من ثمانين شخصا. حيث قال موقفي تجاه سوريا والأسد تغير كثيرا " وكان كل من تيلرسون ونيكي هالي قد ذكرا سابقا أن إدارة ترامب ليس لديها نية للتدخل في قيادة الرئيس بشار الأسد في الحرب الأهلية السورية، حيث ركزت الولايات المتحدة على القضاء على داعش.

#### المملكة المتحدة
في يناير 2017، دعت رئيس الوزراء تيريزا ماي ترامب إلى زيارة إلى المملكة المتحدة عندما التقت ترامب في واشنطن العاصمة. وكان من المقرر أن تتم الزيارة في يونيو، على الرغم من أنه قد يتأخر إلى يوليو ليتزامن مع قمة مجموعة العشرين المقبلة في هامبورغ. وقد أشارت بعض المصادر إلى أن الحكومة البريطانية قد تؤخر الزيارة حتى بعد انتهاء مجلس العموم في فصل الصيف لتجنب الانتقاد من أعضاء البرلمان. وقال رئيس مجلس العموم جون بيركو في 6 فبراير / شباط 2017، إن ترامب لن يكون موضع ترحيب في مخاطبة البرلمان خلال زيارة أي دولة في المستقبل، مشجعا التصفيق والهتاف من بعض أعضاء البرلمان.
وقد وقع أكثر من 1.860.000 شخص عريضة لمنع ترامب من القيام بزيارة دولة رسمية، والتي تنص على أن مثل هذه الزيارة «من شأنها أن تسبب إحراجا لصاحبة الجلالة الملكة». وقد ردت وزارة الخارجية على هذا الالتماس بقولها إن حكومة جمهورية مقدونيا تعترف بالآراء القوية التي أعرب عنها العديد من الموقعين على هذا الالتماس، لكنها لا تؤيد هذا الالتماس. «وقال اللورد ريكيتس، وكيل وزارة الخارجية الدائم السابق للشؤون الخارجية، إن ذلك لم يسبق له مثيل وتساءل عما إذا كان ترامب» يستحق هذا الشرف، نظرا إلى أن رؤساء الولايات المتحدة عادة ما تكون مدعوة فقط لمثل هذه الزيارات بعد عام على الأقل. ذكر زعيم المعارضة جيريمي كوربين أن «الدعوة يجب أن تسحب حتى تنتهي الأوامر التنفيذية».
وقد اقترح أن تكون زيارة ترامب خارج لندن، بعد أن قال السير برنارد هوغان-هاو، رئيس شرطة العاصمة، إن لديه مخاوف بشأن الزيارة نظرا لحجم الاحتجاجات المتوقعة. أحد الاقتراحات التي يجري النظر فيها هو التصدي لحشد في المركز الوطني للمعارض في برمنغهام، وهي مدينة صوت فيها 50.4٪ من الناخبين لمغادرة الاتحاد الأوروبي، بدلا من لندن، والتي شهدت 59.9٪ من الأصوات للبقاء. واعرب السياسيون والناشطون المحليون في برمنجهام عن وعدهم بتقديم احتجاجات إذا ما تم نقل الزيارة حيث قالت شبانة محمود النائبة العمالية لدائرة برمنجهام لاديوود ان «الرئيس ترامب بعباراته الكاذبة والمثيرة للانقسام وحظر المسلمين غير مرحب به هنا».
وقال أندرو نابوليتانو في مقابلة أجرتها مؤسسة «فوكس آند فريندز» في 14 مارس / آذار إن «ثلاثة مصادر استخباراتية أبلغت فوكس نيوز أن الرئيس أوباما خرج خارج سلسلة القيادة»، وذلك باستخدام القوات البريطانية لمراقبة الإرهاب في تنفيذ المراقبة على دونالد ترامب لتجنب ترك «بصمات أمريكية». وفي 16 مارس، اكد السكرتير الصحفى سين سبايسر مطالبة نابوليتانو في مؤتمر صحفى عقده البيت الابيض. في اليوم التالي، قال متحدث باسم GCHQ إن مطالبة نابوليتانو «سخيفة تماما».

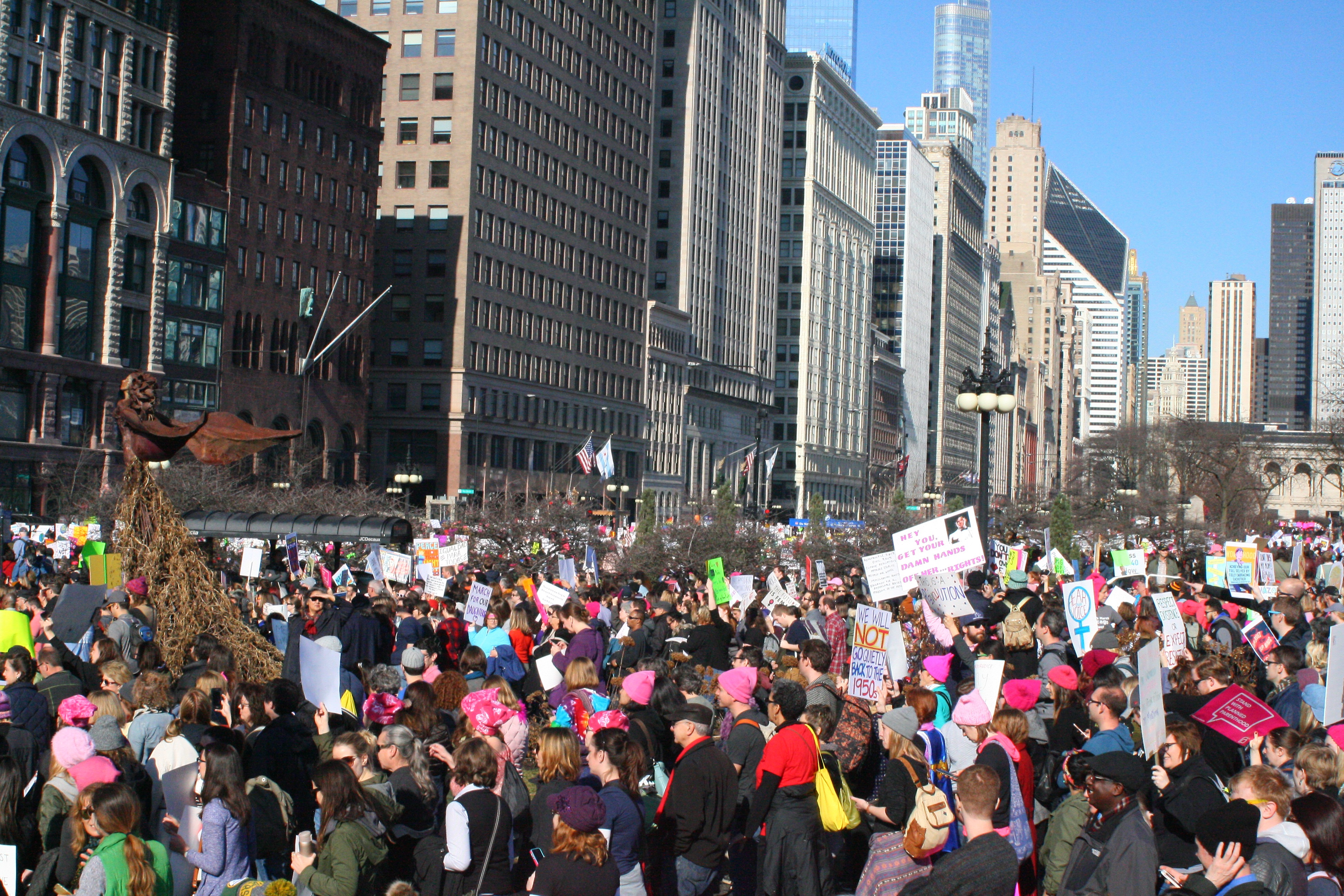
المسيرة النسائية 2017 في شيكاغو

## الحكومة والمالية
يركز قسم المالية على القضايا المتعلقة بالكونغرس والسلطات التنفيذية والقضائية والميزانية والعملية التشريعية والأمن الداخلي والانتخابات وبعض القضايا المالية مثل الدين العام والتضخم والادخار والناتج المحلي الإجمالي والضرائب وأسعار الفائدة والخدمات المصرفية والمؤسسات المالية والتأمين والأوراق المالية والمالية العامة والسياسات المالية والنقدية والدين العام وأسعار الفائدة والناتج المحلي الإجمالي والتضخم والادخار.

### ترشيح المحكمة العليا

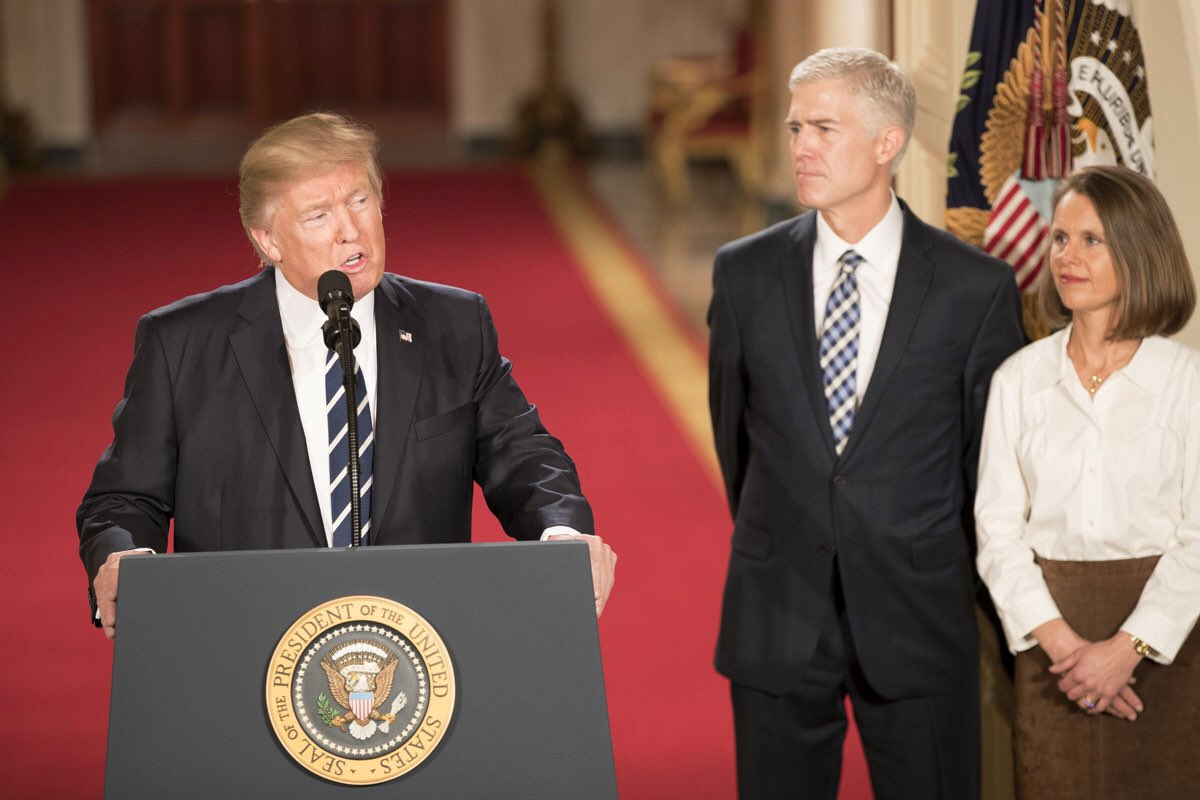
القاضي نيل غورساتش، وزوجته لويز، والرئيس دونالد ترامب خلال الإعلان في الغرفة الشرقية من البيت الأبيض

في مساء يوم 30 يناير، أعلن ترامب ترشيحه لقاضي محكمة الاستئناف في الولايات المتحدة نيل غورسوتش للمحكمة العليا وتعهد حملته بأنه سوف يختار أنتونين سكاليا.
بعد حكم 3 فبراير من قبل القاضي الاتحادي جيمس روبارت، الذي منع مؤقتا ترامب من حظر السفر على الناس من سبعة بلدان مسلمة، انتقد ترامب علنا القضاء. ووفقا لشبكة سي إن إن وواشنطن بوست، في 8 فبراير / شباط، أعرب جورسوتش عن قلقه من أن تصريحات ترامب بشأن السلطة القضائية «تضعف» و «تثبط» استقلال القضاء.
تمت الموافقة على غورسوتش من قبل لجنة القضاء في مجلس الشيوخ في 3 أبريل. استدعى الجمهوريون في مجلس الشيوخ «الخيار النووي» بعد فيلبيستر 6 أبريل الذي منع كلوتور. بعد كتلة جمهوريية لمدة عام على الترشيحات، أكد مجلس الشيوخ ترشيح غورسوتش بأغلبية 54-45 صوتا، وذلك أساسا على طول خطوط الحزب. تولى جورسوتش منصبه في مراسم خاصة يوم 10 أبريل.
وبعد ساعات من تصويت غورسوتش وأربعة قضاة محافظين آخرين بالمحكمة العليا في 20 أبريل / نيسان لحرمانهم من تنفيذ عقوبة الإعدام من ثمانية نزلاء في صف الموت في أركنساس، تم إعدام ليديل لي بالحقن المميت، وهو الأول في أركنساس منذ عام 2005. تلقى اثنان من النزلاء - جاك جونز ومارسيل ويليامز - حقن مميت في 24 أبريل / نيسان.

### السياسة النقدية
في 19 أبريل / نيسان في مقابلة مع صحيفة وول ستريت جورنال - في عكس التصريحات السابقة - قال ترامب إنه كان يفكر في إبقاء جانيت يلين رئيسة للنظام الاحتياطي الفيدرالي، الذي يشرف على السياسة النقدية الأمريكية. وأوضح «أنا أحب سياسة سعر الفائدة المنخفض، يجب أن أكون صادقا معك». في المقابلة نفسها، قال ترامب إنه لن يصنف الصين مناورة العملة، والتي كانت واحدة من تعهداته التي استمرت 100 يوم. وأعرب ترامب عن مخاوفه في تلك المقابلة التي تقول: «أعتقد أن الدولار الأمريكي يزداد قوة، وجزئيا هذا خطأي لأن الناس يثقون بي، ولكن هذا سيضر في نهاية المطاف». من 8 نوفمبر 2016، عندما تم انتخاب ترامب - في 30 ديسمبر 2016، ارتفع المتوسط المرجح للتجارة من قيمة صرف العملات الأجنبية للدولار الأمريكي (TWEXB) بنسبة 4.4 في المئة. في نهاية ال 100 يوم الأولى، انخفض (TWEXB) اثنين في المئة. ويبين هذا الجدول بعض المرتفعات والهبوط في مؤشر الدولار الأمريكي المرجح للتجارة من 2002 إلى أبريل 2017.
| 20-02-2002 | 09-04-2008 | 23-07-2011 | 27-07-2011 | 18-03-2015 | 03-06-2015 | 17-02-2016 | 04-05-2016 | 26-08-2016 | 23-11-2016 | 04-01-2017 | 19-04-2017 |
| ---------- | ---------- | ---------- | ---------- | ---------- | ---------- | ---------- | ---------- | ---------- | ---------- | ---------- | ---------- |
| 129.3639   | 95.6084    | 102.1682   | 94.0323    | 117.4927   | 115.5347   | 123.7823   | 118.6478   | 120.2955   | 127.2899   | 128.5246   | 124.0479   |

### حكومة صغيرة
في 23 كانون الثاني / يناير، وقع الرئيس ترامب أمرا تنفيذيا جمد جميع التعيينات الاتحادية باستثناء العسكريين. ویمکن ملء الأمر المحدد بعدم إنشاء وظائف جدیدة وعدم شغل الوظائف الشاغرة بشکل شرعي ما لم یعتقد رئیس الوکالة أن الموقف «ضروري للوفاء بمسؤولیات الأمن القومي أو مسؤولیات السلامة العامة». ومن المقرر أن تنتهي صلاحية هذا الأمر بمجرد أن يضع رئيس مكتب الإدارة والميزانية، ميك مولفاني، «خطة طويلة الأجل لتقليل حجم القوى العاملة في الحكومة الاتحادية من خلال الاستنزاف»
وفي 24 يناير / كانون الثاني، أفادت وكالة أنباء أسوشيتد برس برسائل البريد الإلكتروني الصادرة عن الإدارة إلى بعض الوكالات الحكومية التي أرسلت بعد فترة قصيرة من تنصيبها، والتي "قامت بتفصيل محظورات محددة" تحظر بعض الوكالات الحكومية، مثل وزارة الزراعة في دائرة البحوث الزراعية". وفي ما وصفته وكالة أسوشييتد برس بأنه "حملة اتصالات أوسع نطاقا داخل السلطة التنفيذية"، فرضت الإدارة تعتيما على وسائل الإعلام. في 25 يناير / كانون الثاني في مؤتمر صحافي، ادعى السكرتير الصحفي للبيت الأبيض شون سبيسر أن رسائل البريد الإلكتروني لم تأت من الإدارة: "لم يتم توجيههم من قبلنا للقيام بأي شيء ... هذا التوجيه لم يأت من هنا".
وفي 23 يناير / كانون الثاني، أمر الرئيس، في مذكرة رئاسية، بتجميد التوظيف المؤقت على نطاق الحكومة. للقوة العاملة المدنية في السلطة التنفيذية، التي يديرها مكتب إدارة شؤون الموظفين. ومن شأن ذلك أن يمنع الوكالات الاتحادية، باستثناء مكاتب المعينين الجدد للرئاسة، والأمن الوطني، والجيش والسلامة العامة، من ملء الوظائف الشاغرة. وتساءلت مؤسسة بروكينغز عما إذا كان هذا التجميد سيشمل الجهات التنظيمية المالية التي تمارس استقلالها عن السلطة التنفيذية - مثل (مجلس محافظي الاحتياطي الفدرالي) (Fed) ،(ومكتب مراقب العملة) (OCC)، (ولجنة الأوراق المالية والبورصات) (SEC). في تقرير فوكس نيوز، استنادا إلى إحصاءات مكتب إدارة شؤون الموظفين، فإن عدد موظفي الفرع التنفيذي «لم يكن هذا الانخفاض منذ عام 1965» وكان «ثابتا نوعا ما» منذ عام 2001.

### السياسة الاقتصادية لدونالد ترامب
وشملت السياسات الاقتصادية الرئيسية لترامب تفكيك قانون دود-فرانك لإصلاح وول ستريت وحماية المستهلك، وإلغاء قانون الرعاية الصحية الأمريكي «أوباما كير» (ACA).
ووفقا لتقرير وزارة التجارة الصادر في 28 أبريل / نيسان 2017، شهد الربع الأول من عام 2017 انخفاضا حاداً من 2.1٪ في الربع الأول من عام 2016 إلى 0.7٪ في الربع الأول من عام 2017، وهو ما يمثل أضعف نمو اقتصادي خلال ثلاث سنوات، وهو تحليل إحصائي للاقتصاد الأمريكي في الربع الأول من عام 2017، وهو الناتج المحلي الإجمالي. وعلى الرغم من الناتج المحلي الإجمالي، بحلول نهاية الربع الأول من عام 2017، كان مؤشر ستاندرد اند بورز 500 بالقرب من أعلى مستوى له على الإطلاق وهو 12 نقطة ٪ من الربع الأول من عام 2016، حيث ظلت ثقة المستثمرين مرتفعة ، بناء على وعد ترامب بخفض الضرائب وإلغاء القيود والإنفاق بشكل كبير على البنية التحتية مثل الطرق والجسور.

كان معدل البطالة 4.5 في مارس عام 2017. 2009-2016

في مارس 2017 انخفض معدل البطالة إلى 4.5 في المئة، وبلغ مؤشر ثقة المستهلك 125.6، وانخفض إلى 120.3 في نيسان / أبريل. ثقة المستهلك أو البيانات الناعمة تتناقض مع الإنفاق الاستهلاكي الحقيقي، مع «انخفاض كبير» في المبلغ الذي أمضى ه الأمريكيون فعلا خلال أول 100 يوم من ترامب.
| 04-2016 | 05-2016 | 06-2016 | 07-2016 | 08-2016 | 09-2016 | 10-2016 | 11-2016 | 12-2016 | 01-2017 | 02-2017 | 03-2017 | 04-2017 |
| ------- | ------- | ------- | ------- | ------- | ------- | ------- | ------- | ------- | ------- | ------- | ------- | ------- |
| 94.7    | 92.4    | 97.4    | 96.7    | 101.8   | 103.5   | 100.8   | 109.4   | 113.3   | 111.6   | 116.1   | 124.9   | 120.3   |

| 06-2009 | 06-2010  | 06-2011  | 06-2012  | 06-2013  | 06-2014  | 06-2015  | 06-2016  | 12-2016  | 01-2017  | 02-2017  |
| ------- | -------- | -------- | -------- | -------- | -------- | -------- | -------- | -------- | -------- | -------- |
| 9,801.1 | 10,021.2 | 10,248.3 | 10,390.3 | 10,543.8 | 10,851.8 | 11,199.2 | 11,522.2 | 11,709.4 | 11,684.8 | 11,676.1 |

#### تغييرات دود-فرانك لإصلاح وول ستريت وقانون حماية المستهلك
في 3 فبراير، بعد اجتماع مع المنتدى الاستراتيجي والسياسي الذي ضم جيمي ديمون، رئيس مجلس الإدارة والرئيس التنفيذي لشركة جي بي مورجان تشيس، أصدر ترامب أمرا تنفيذيا عن المبادئ الأساسية لتنظيم النظام المالي في الولايات المتحدة، قدم «وزير الخزانة تقرير عن التغييرات الموصى بها في اللوائح المصرفية في 120 يوما». أراد ترامب الحصول على «البنوك لإقراض المال» كما أراد إجراء تغييرات على جدار دود فرانك قانون إصلاح الشوارع وحماية المستهلك (2010) الذي تم سنه استجابة للركود الكبير، مما أحدث تغييرات كبيرة على التنظيم المالي الأمريكي.
وفي مقابلة مع صحيفة «وول ستريت جورنال» في 3 فبراير / شباط، أعلن غاري كوهن، مدير مجلس الاقتصاد الوطني، عن التراجع المخطط للقاعدة الائتمانية، والذي ينص على أن الوسطاء والمستشارين الذين يعملون مع مدخرات التقاعد المحظوظ للضرائب «يجب أن يعملوا في مصلحة زبائنهم» حتى على حساب أرباحهم الخاصة.

### رفع القيود
وكان من أولى الأعمال التي قامت بها إدارة ترامب أمر وقعه رئيس الأركان ريينس بريبوس في 20 يناير تحت موضوع «تجميد تنظيمي في انتظار المراجعة» إلى جميع رؤساء الإدارات التنفيذية والوكالات حيث أمر الوكالات بالتعليق الفوري لجميع اللوائح المعلقة و «عدم إرسال أي تنظيم» إلى مكتب الإعلام والشؤون التنظيمية حتى تتمكن إدارة ترامب من مراجعتها باستثناء «حالات الطوارئ» أو «الظروف العاجلة» التي يسمح بها المدير مارك ساندي،  من مكتب الإدارة والميزانية. وكان هذا مشابها للتحركات السابقة من قبل إدارتي أوباما وبوش بعد فترة وجيزة من افتتاحهما لاستئناف الأوامر التنفيذية من قبل الرؤساء المنتهية ولايتهم، التي وقعت في أيامهم الأخيرة في منصبه.
في 30 يناير، وقع ترامب أمره التنفيذي السابع «الحد من التنظيم والسيطرة على التكاليف التنظيمية».

#### رفع القيود والشركات
وفي اجتماع عُقد في 23 كانون الثاني / يناير مع قادة أكبر الشركات في الولايات المتحدة، بما في ذلك شركة فورد، وديل ديل تيشنولوجيز مايكل ديل، لوكهيد مارتن ، مارلين هوسون، وكيفن بلانك، وكلاوس كلاينفيلد في أركونيك، وجيف فيتيغ، وجونسون آند جونسون أليكس غورسكي، دردور، شركة داو كيميكال، وأوس ستيل ماريو لونغي، وسبيس إكس وإيلون ماسك، ومارك سوتون، وورلد وندلز كورنينغ إنكوربوريتد بمكافأة الشركات التي تقيم في الولايات المتحدة مع تخفيضات صارمة على اللوائح الفدرالية الأمريكية التي تحكم شركاتها بنسبة «75 في المئة أو أكثر».

##### ترامب يجتمع مع المديرين التنفيذيين لشركات الأدوية
في 31 يناير، التقى ترامب مع المديرين التنفيذيين للشركات الصيدلانية، بما في ذلك جوزيف خيمينيز نوفارتيس الذي مثل أيضا البحوث الصيدلانية والمصنعين في أمريكا - مجموعة الضغط القوية لصناعة الأدوية، ميرك وشركائه كينيث فرازيير، جونسون آند جونسون، روبرت هوجين سيلجين ، إيلي ليلي، روبرت برادواي أمجين، كما دعا ترامب إلى انخفاض الأسعار: «ليس لدينا أي خيار، وبالنسبة لبرنامج ميديكار، علينا أن نخفض الأسعار.» في المقابل، وعد بتعزيز القدرة التنافسية للشركات الصيدلانية من خلال كبح اللوائح «من 9.000 صفحة» إلى «100 صفحة»، وخفض معدلات الضرائب للشركات الصيدلانية. وأشار ترامب إلى أن إدارة الغذاء والدواء (FDA) بأن «شركات الأدوية قوة للقضاء على سنوات ومليارات الدولارات النامية من المخدرات.» ووعد بترشيحه لمفوض إدارة الاغذية والعقاقير والاشراف على إدارة الاغذية والعقاقير. أشار ترامب في جلسة الاستماع مع قادة الصناعة الصيدلانية، أن «التكلفة قد تصل في بعض الأحيان إلى 2.5 مليار $ في المتوسط».
وكان ترامب قد وعد في مارس / آذار 2016 بإصلاح صناعة الأدوية، بما في ذلك إزالة الحواجز القائمة في السوق الحرة للسماح باستيراد أدوية مستوردة وموثوق بها وآمنة وأرخص من الخارج، مما يجلب المزيد من الخيارات للمستهلكين الأمريكيين. بعد مؤتمر ترامب الصحفي يوم 11 يناير، ادعى فورتشن أن أكبر شركات الأدوية فقدت أكثر من 20 مليار دولار في 20 دقيقة. يحظر قانون الأدوية والتحسين والتحديثات الطبية (2003) بشكل صريح على ميديكار من التفاوض على أسعار الأدوية التي تستلزم وصفة طبية كبيرة، وتعهد ترامب بالعودة إلى ذلك. وبعد الاجتماع الصباحي مع المديرين التنفيذيين في 31 يناير / كانون الثاني، تخلى ترامب عن تعهده بالسماح ل "ميديكار" بالتفاوض على تخفيضات كبيرة في السعر".

### القيود المفروضة على أعضاء وكالة الضغط التنفيذي
في 28 يناير، وقع ترامب أمرا تنفيذيا للوفاء بتعهد حملته للحد من الضغط على أعضاء الوكالة التنفيذية.

### وزارة العدل
في 8 فبراير، تم تأكيد سيناتور ألاباما السيناتور جيف سيسيونس، الذي رشح ترامب في يناير، منصب النائب العام للولايات المتحدة (أ.ج.)، ورئيس دائرة العدل في 28 من الولايات المتحدة. وهو كبير موظفي إنفاذ القانون في حكومة الولايات المتحدة الأمريكية مع 113.000 موظف يعملون تحت قيادته. وفقا لواشنطن بوست، «المحافظات، وجهات النظر الشعبوية شكلت العديد من»«السياسات المبكرة لترامب، بما في ذلك على الهجرة». ووصفت صحيفة نيويورك تايمز معركة الترشيح بأنها «مريرة». ووصفت صحيفة نيو يورك تايمز عملية ترشيح ترامب السناتور جيف سيسيونس بأنها «مثيرة للجدل»، كما وصفتها فوكس نيوز بأنها «ليلة برية»، ووصفت شبكة سي إن إن «النادرة النادرة» بأنها «لحظة» مذهلة. كما استند السناتور ميتش ماكونيل إلى المادة التاسعة عشرة لإسكات السيناتور إليزابيث وارن لبقية جلسة الاستماع. أوقف ماكونيل وارن في قراءة العديد من الصفحات من قبل كوريتا سكوت كينغ والسيناتور تيد كينيدي بشأن التحيز العنصري المزعوم للدورة في عام 1986، والذي ساهم في قرار اللجنة القضائية التي يقودها الجمهوريون برفض ترشيحه إلى قاض اتحادي.
عين ترامب دانا ج. بوينت ليكون بمثابة النائب العام حتى مجلس الشيوخ. بعد إطلاق ييتس، وقع ترومبيد أمره التنفيذي الحادي عشر 13775 في 9 فبراير، وتحديدا عكس خط وزارة العدل في الخلافة في أوباما EO 13762 من أجل تعيين محامي الولايات المتحدة للمنطقة الشرقية من ولاية فرجينيا-دانا. رفض ترامب EO 13775 في 31 مارس مع "أمر تنفيذي رئاسي بشأن إصدار أمر بالخلافة داخل وزارة العدل.
وكان بوانتي قد حل محل النائب العام سالي ييتس الذي أطلقه ترامب لأمر وزارة العدل بعدم الدفاع عن أمر ترامب التنفيذي 13769 الذي قيد الدخول إلى الولايات المتحدة. وادعت ييتس أنه «في الوقت الحاضر، لست مقتنعة بأن الدفاع عن الأمر التنفيذي يتسق مع هذه المسؤوليات [من وزارة العدل]، ولست مقتنعة بأن الأمر التنفيذي مشروع». 

### ادعاءات باحتيال الناخبين
منذ تشرين الثاني / نوفمبر 2016، وخلال رئاسته، حدثت اضطرابات بشأن تزوير الناخبين ويقدر عددهم من 3 إلى 5 ملايين شخص صوتوا بطريقة غير قانونية لهيلاري كلينتون، وأيضا أن الآلاف من الناخبين كانوا غير شرعيين بشكل غير قانوني من ماساتشوستس إلى نيو هامبشاير.

### الميزانية الاتحادية للولايات المتحدة 2018
قدم ترامب أول طلب ميزانية له ، حيث أوصى بمستويات التمويل للسنة المالية المقبلة 2018 - والتي تغطي الفترة من 1 أكتوبر 2017 إلى 30 سبتمبر 2018 - إلى المؤتمر ال 115.  حيث طلب ترامب ميزانية الدفاع 639 مليار دولار وما يقابلها من تخفيضات كبيرة إلى الإدارات الاتحادية الأخرى.
ولتجنب إقفال حكومي محتمل، تواجه إدارة ترامب موعدا نهائيا في 28 أبريل / نيسان، وهو انتهاء قرار 10 ديسمبر 2016 المستمر (HR 2028) (القانون العام 114-254)(Public Law 114-254). وكان ذلك وقت النقاش حول قضايا مثيرة للجدل مثل تمويل جدار الحدود تم التخلي عن الأبوة المخططة، كان محدودا بعطلة عيد الفصح التي استمرت أسبوعين والتي بدأت في 7 أبريل. وأغلقت الحكومة خلال إدارتي كلينتون وأوباما نتيجة للاشتباكات بين الجمهوريين في الكونغرس والديمقراطيين في البيت الأبيض. في أواخر نيسان / أبريل 2017، سيطر الجمهوريين على كل من الكونغرس والبيت الأبيض. وقال إن الإغلاق سيؤدي إلى «قيام الوكالات الحكومية [بإغلاق أبوابها، والحدائق الوطنية للزوار والعمال الاتحاديين بعدم إخطارهم بالعمل». عملية الاعتمادات لا يمكن أن تترافق دون استشارة الديمقراطيين - على عكس إعادة اللوائح الاتحادية مع الكونغرس ومراجعة القوانين ومحاولات لإلغاء أوباماكار.

### الإصلاح الضريبي
قدمت مذكرة للبيت الأبيض بعنوان «الإصلاح الضريبي للنمو الاقتصادي والوظائف الأمريكية لعام 2017» في 26 أبريل، في ما وصفته صحيفة وول ستريت جورنال بأنه «أروع لحظة» في أول 100 يوم ونجاح سياسي. ويشمل الإصلاح الفردي «تخفيض 7 شرائح ضريبية إلى 3 شرائح ضريبية بنسبة 10٪ و 25٪ و 35٪، ومضاعفة الخصم القياسي، وتوفير الإعفاء الضريبي للأسر التي لديها نفقات رعاية الأطفال والمعالين». سيتم تبسيط نظام الضرائب «للقضاء على الاستحقاقات الضريبية المستهدفة التي تستفيد أساسا على دافعي الضرائب وحماية الملكية المنزلية والخصومات الضريبية، وإلغاء البديل للحد الأدنى من الضرائب، وإلغاء ضريبة الموت وإلغاء ضريبة أوباماكار 3.8٪ الذي يضرب الشركات الصغيرة». ويشمل إصلاح الأعمال«15٪ من معدل الضريبة على الأعمال التجارية، ونظام الضرائب الإقليمية لتكافؤ الفرص للشركات الأمريكية، والضرائب لمرة واحدة على تريليونات الدولارات المحتفظ بها في الخارج والقضاء على الإعفاءات الضريبية للمصالح الخاصة». لم تقدم المذكرة محتوى تشريعي، بل هي خطوط عريضة سوف يتم تطويرها في الكونغرس ولكنها قد تواجه بعض المعارضة من كلا الجانبين.

## الموارد والعلوم والصناعة
قسمت الموارد إلى: موارد الطبيعية وبيئية بالإضافة إلى العلوم والتكنولوجيا، والصناعة والبنية التحتية.

### السياسة البيئية
في 1 فبراير، نشرت إدارة ترامب بيانا للسياسة الإدارية للسماح لشركات الفحم بتفريغ مخلفات التعدين في مجاري المياه عن طريق إلغاء لائحة وزارة الداخلية المعروفة باسم «قاعدة حماية التيار»، التي أنشئت في إدارة أوباما. وبموجب قانون مراجعة الكونغرس، أصدر الكونغرس قرارا بإلغائه في الأول من فبراير / شباط، ووافق مجلس الشيوخ أيضا على ذلك في 2 فبراير / شباط. وألغى البيان منع النفايات والإنتاج الخاضع للامتيازات وحفظ الموارد الذي حد من التهوية والحرق والتسربات أثناء إنتاج النفط والغاز الطبيعي. وقد وقع ترامب في 16 فبراير قانون إلغاء الحماية من الحواجز (115-5).
وبالإضافة إلى ذلك، ألغى بيان سياسة 1 فبراير القاعدة المتعلقة بالإفصاح عن المدفوعات من قبل مصدري استخراج الموارد، وهي لائحة للجنة الأوراق المالية والبورصات التي تطلب من مصدري استخراج الموارد الإبلاغ عن المدفوعات «للحكومات من أجل التطوير التجاري للنفط أو الغاز الطبيعي أو المعادن». كما تم إلغاء قانون الإفصاح عن المدفوعات من قبل المصدرين لاستخراج موارد القاعدة (115-4) من قبل ترامب في 14 فبراير 2017.

### تغير المناخ
ألغى ترامب العديد من أوامر أوباما ومنها خفض انبعاثات غازات الدفيئة في الولايات المتحدة. هناك معارضة قوية لهذا، وسوف تكون هناك تحديات قانونية. وقال توماس كاربونيل مدير السياسة التنظيمية وكبير المحامين في صندوق الدفاع البيئي «ان اغلبيات كبيرة من الامريكيين تدعم على حد سواء اجراءات قوية للحد من تلوث الكربون من محطات الطاقة في البلاد وتدعم خطة الطاقة النظيفة وهو ائتلاف واسع ومتنوع من الدول والبلديات وشركات الطاقة والشركات الرائدة، والدعاة المستهلكين، والمنظمات الدينية وغيرها الكثير. سيتحول هؤلاء المؤيدون حيز التنفيذ لمعارضة هجوم الإدارة الفاحش على حدود الولايات المتحدة على الصعيد الوطني لتلوث الكربون من محطات توليد الطاقة - وهي ضمانات ضرورية لحماية صحتنا العامة وتأمين اقتصاد الطاقة النظيفة وتهيئة مناخ أكثر أمانا الأطفال». اقترح ترامب إلغاء خطة الطاقة النظيفة في ميزانيته للسنة المالية 2018. خطة الطاقة النظيفة هي مبادرة أوباما الرئيسية التي تقيد انبعاثات غازات الدفيئة في محطات توليد الطاقة التي تعمل بالفحم.

## احتجاجات
وقعت احتجاجات ضد دونالد ترامب في الولايات المتحدة وفي جميع أنحاء العالم بعد حملة الرئيس دونالد ترامب الرئاسية لعام 2016، وفوزه الانتخابي، ومن خلال تنصيبه.
في 21 يناير / كانون الثاني، كانت هناك مظاهرات كبيرة احتجاجا على ترامب في جميع أنحاء العالم في 673 مدينة. وظهور نحو نصف مليون شخص في مسيرة المرأة في واشنطن.

## مسيرات
4 مارس، أقيمت مسيرات ترامب التي نظمها مؤيدو ترامب في جميع أنحاء الولايات المتحدة يوم 4 مارس.

## التحقيقات في التدخل الروسي في الانتخابات
ثلاث تحقيقات منفصلة حول التدخل الروسي في انتخابات الولايات المتحدة عام 2016 تشمل تلك التي قام بها مكتب التحقيقات الفدرالي، لجنة الاستخبارات في مجلس الشيوخ ولجنة الاستخبارات في مجلس النواب.
وفي 20 مارس / آذار، أكد مدير مكتب التحقيقات الفدرالي في لجنة الاستخبارات في البيت جيمس كومي أن مكتب التحقيقات الفيدرالي أجرى تحقيقا واسع النطاق في مجال الاستخبارات المضادة للتدخل الروسي في الانتخابات التي بدأت في يوليو / تموز 2016، والتي تشمل تحقيقات في الصلات المحتملة بين شركاء ترامب وروسيا. وذكر كومى أن مكتب التحقيقات الفيدرالي ليس لديه أي دليل يؤكد صحة ترامب في 4 آذار / مارس. في 22 مارس / آذار، عقد ديفين نونيس، رئيس الحزب الجمهوري للجنة، مؤتمرا صحفيا للكشف عن أنه استنادا إلى تقارير سرية شاهدها، قامت وكالات الاستخبارات الأمريكية بجمع رسائل من فريق ترامب الانتقالي، وأن أسماء ترامب كانت مقفلة في التقرير.
وستغلق جلسات الاستماع التالية للجنة المخابرات التابعة لمجلس النواب وستضم مدير وكالة الأمن القومي مايك روجرز وكومي. ألغى نونيس جلسة الاستماع العامة مع «النائب العام السابق سالي ييتس، مدير المخابرات المركزية السابق جون برينان، والمدير السابق للمخابرات الوطنية جيمس كلابر». وفي 6 أبريل / نيسان 2017، رفض نونيس مؤقتا التحقيق من جانب روسيا، حيث بدأت لجنة الأخلاقيات في مجلس النواب بالتحقيق في مزاعم بأنه كشف بشكل غير صحيح عن معلومات سرية. ووصف الادعاءات بانها «كاذبة تماما».

## حملة إعادة الانتخابات
قدم ترامب استمارة تعلن أهليته للترشح لإعادة انتخابه في عام 2020 في غضون ساعات من توليه منصبه. أول تجمع تم دفعه من قبل الحملة. وقع في مطار أورلاندو ملبورن الدولي بالقرب من أورلاندو، فلوريدا، في 18 فبراير، 2017. خلال هذا الحدث، دافع ترامب عن أعماله كرئيس وانتقد وسائل الإعلام. وادعى أيضا أن أزمة المهاجرين جعلت بلدان مثل فرنسا وألمانيا وبلجيكا غير آمنة. وأضاف السويد إلى القائمة. وفقا لصحيفة نيويورك تايمز، ترامب «لم يذكر مباشرة، أن هجوما إرهابيا قد وقع في السويد»، «سياق ملاحظاته ... اقترح أنه يعتقد أنه قد يكون». تكهنت الكسندرا توبينغ الغارديان بأن ترامب ربما كان يشير إلى مقابلة توكر كارلسون في 17 فبراير في فوكس نيوز مع المخرج أمي هورويتز، الذي سجل الفيلم الوثائقي، ما إذا كانت معدلات الجريمة المرتفعة في مناطق السويد مرتبطة ببابها المفتوح السابق بشأن الأشخاص الفارين من الحرب والاضطهاد. نشرت أفتونبلاديت مدونة ساخرة تصف الأحداث الدنيوية التي وقعت في 17 فبراير في السويد. طلبت السفارة السويدية في واشنطن العاصمة توضيحا من وزارة الخارجية الأمريكية. وفي 19 شباط / فبراير، طلب مجلس الوزراء في السويد توضيحات من البيت الأبيض. وكتبت السفارة السويدية في الولايات المتحدة أن تقدم لإبلاغ الإدارة الأمريكية في المستقبل عن سياسات الهجرة والاندماج السويدية. وفي 23 فبراير / شباط نشرت وزارة الخارجية السويدية مقالا يحاول فيه تقييم «المعلومات المبسطة وغير الدقيقة في بعض الأحيان» التي تم نشرها حول السويد وسياسة الهجرة السويدية. وفي 19 فبراير / شباط، أوضح ترامب على تويتر أن بيانه استند إلى عرض بثته قناة فوكس نيوز التلفزيونية في 17 فبراير / شباط حول الهجرة في السويد.

## بعض الصور

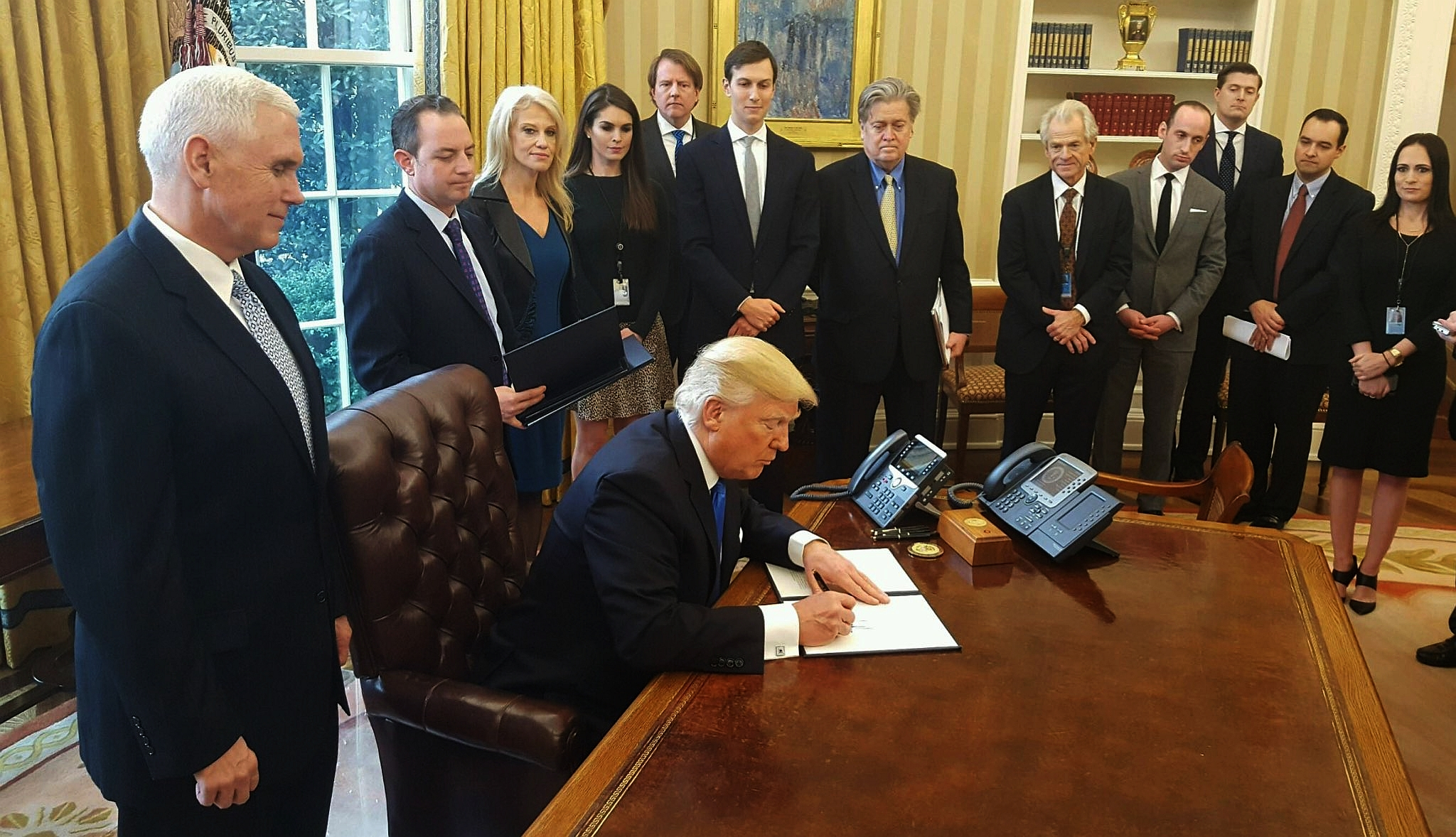
ترامب يوقع المذكرات الرئاسية لإحياء بناء خطوط الأنابيب في كيستون وداكوتا، 24 يناير 2017.
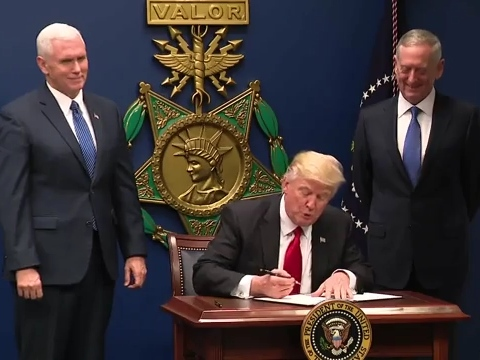
توقيع ترامب للأمر التنفيذي 13769 في البنتاغون في تواجد نائب الرئيس ووزير الدفاع.
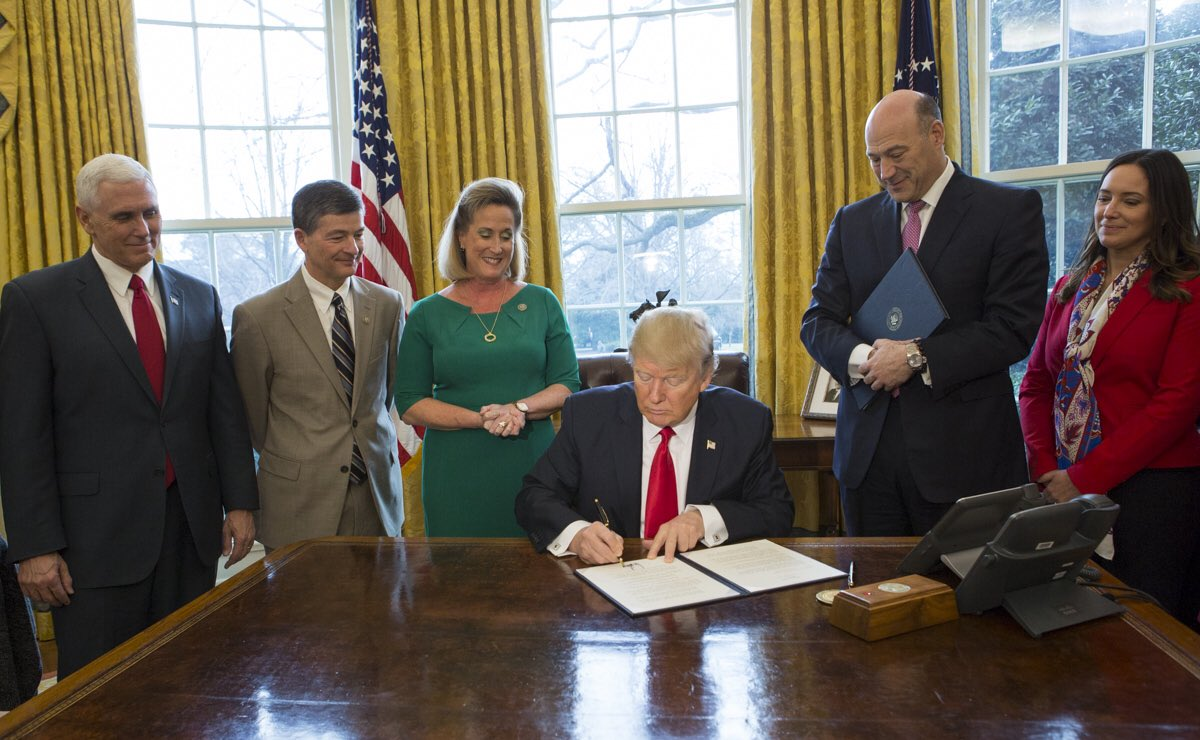
الرئيس ترامب يوقع الأمر التنفيذي 13772.
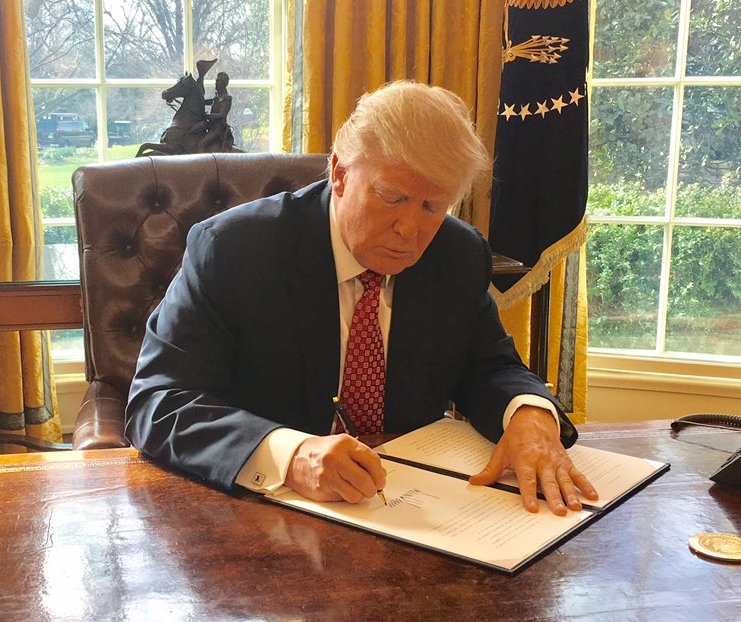
الرئيس ترامب يوقع الأمر التنفيذي 13779.
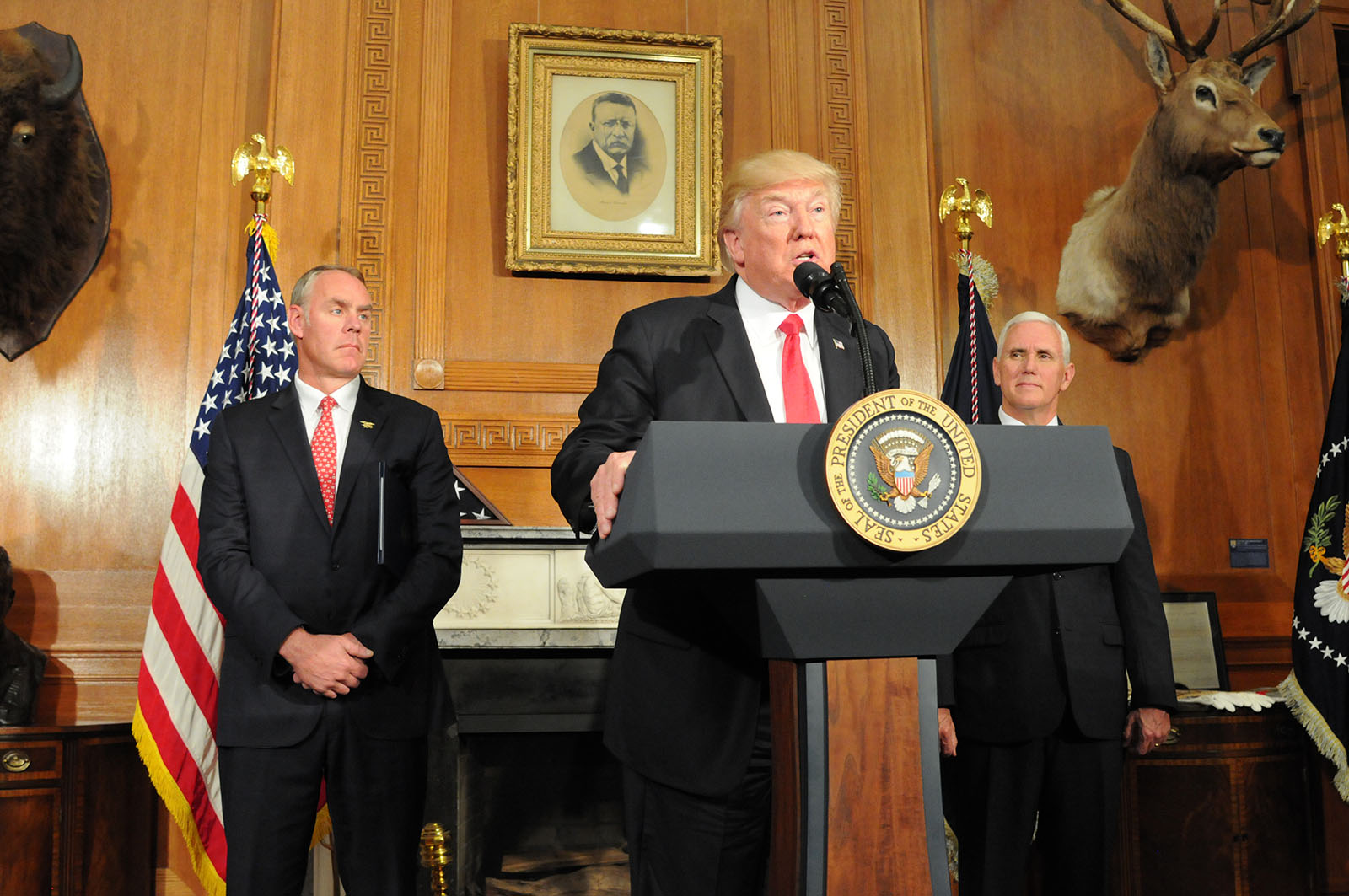
ترامب يوقع الأمر التنفيذي 13780.
- الرئيس ترامب ونائب الرئيس بنس يتحدثان عن الأمر التنفيذي 13783.
- الرئيس ترامب يوقع الأمر التنفيذي 13792.

## وصلات خارجية
- Press Office of the White House - المصدر: The White House - تاريخ النشر: فبراير 1, 2017 - تاريخ الوصول: فبراير 2, 2017
- Speeches and Remarks - المصدر: The White House - تاريخ النشر: فبراير 1, 2017 - تاريخ الوصول: فبراير 2, 2017
- Statements and Releases - المصدر: The White House - تاريخ النشر: فبراير 1, 2017 - تاريخ الوصول: فبراير 2, 2017
- Presidential Actions - المصدر: The White House - تاريخ النشر: فبراير 1, 2017 - تاريخ الوصول: فبراير 2, 2017
- Reducing Regulation and Controlling Regulatory Costs - المصدر: The White House - تاريخ النشر: فبراير 1, 2017 - تاريخ الوصول: فبراير 2, 2017
- Mr. President, we have some questions. Welcome to #100Days100Qs - المصدر: The World (radio program)  [لغات أخرى]‏—Public Radio International (PRI) - تاريخ الوصول: أبريل 27, 2017
- We asked Trump a question every day for his first 100 days. Here's what we learned.—report by Anna Pratt for Public Radio International (April 29, 2017)
- دونالد ترامب في قاعدة بيانات الأفلام على الإنترنت
- الموقع الرسمي لمنظمة ترامب
- كازينوهات ترامب